# Olympische Sommerspiele 2012/Teilnehmer (Großbritannien)
| Gelbes Symbol für Goldmedaillen mit stilisierten Olympischen Ringen | Graues Symbol für Silbermedaillen mit stilisierten Olympischen Ringen | Braundes Symbol für Bronzemedaillen mit stilisierten Olympischen Ringen |
| ------------------------------------------------------------------- | --------------------------------------------------------------------- | ----------------------------------------------------------------------- |
| 29                                                                  | 17                                                                    | 19                                                                      |

Das Team Großbritannien (offiziell: Team GB) umfasst die Athleten aus dem Vereinigten Königreich, den Kronbesitzungen der britischen Krone und den Britischen Überseegebieten mit Ausnahme von Bermuda, den Britischen Jungferninseln und den Kaimaninseln in London bei den Olympischen Spielen 2012. Es war die insgesamt 27. Teilnahme an Olympischen Sommerspielen. Von der British Olympic Association wurden 542 Athleten in allen Sportarten nominiert.

## Medaillen

### Medaillenspiegel
| Platz | Sportart           | Goldmedaille – Olympiasieger | Silbermedaille – 2. Platz | Bronzemedaille – 3. Platz | Gesamt |
| ----- | ------------------ | ---------------------------- | ------------------------- | ------------------------- | ------ |
| 1     | Radsport           | 8                            | 2                         | 2                         | 12     |
| 2     | Rudern             | 4                            | 2                         | 3                         | 9      |
| 3     | Leichtathletik     | 4                            | 1                         | 1                         | 6      |
| 4     | Reiten             | 3                            | 1                         | 1                         | 5      |
| 4     | Boxen              | 3                            | 1                         | 1                         | 5      |
| 6     | Kanu               | 2                            | 1                         | 1                         | 4      |
| 7     | Segeln             | 1                            | 4                         | –                         | 5      |
| 8     | Tennis             | 1                            | 1                         | –                         | 2      |
| 9     | Taekwondo          | 1                            | –                         | 1                         | 2      |
| 9     | Triathlon          | 1                            | –                         | 1                         | 2      |
| 11    | Schießen           | 1                            | –                         | –                         | 1      |
| 12    | Gerätturnen        | –                            | 1                         | 3                         | 4      |
| 13    | Schwimmen          | –                            | 1                         | 2                         | 3      |
| 14    | Judo               | –                            | 1                         | 1                         | 2      |
| 15    | Moderner Fünfkampf | –                            | 1                         | –                         | 1      |
| 16    | Hockey             | –                            | –                         | 1                         | 1      |
| 16    | Wasserspringen     | –                            | –                         | 1                         | 1      |
| Total | Total              | 29                           | 17                        | 19                        | 65     |

### Medaillengewinner

#### Gold
| Name                                                                | Sportart       | Wettkampf                            |
| ------------------------------------------------------------------- | -------------- | ------------------------------------ |
| Victoria Pendleton                                                  | Radsport       | Bahn Keirin Frauen                   |
| Laura Trott                                                         | Radsport       | Bahn Omnium Frauen                   |
| Wendy Houvenaghel Danielle King Joanna Rowsell Laura Trott          | Radsport       | Bahn Mannschaftsverfolgung Frauen    |
| Chris Hoy                                                           | Radsport       | Bahn Keirin Männer                   |
| Jason Kenny                                                         | Radsport       | Bahn Sprint Männer                   |
| Philip Hindes Chris Hoy Jason Kenny                                 | Radsport       | Bahn Teamsprint Männer               |
| Steven Burke Ed Clancy Peter Kennaugh Andrew Tennant Geraint Thomas | Radsport       | Bahn Mannschaftsverfolgung Männer    |
| Bradley Wiggins                                                     | Radsport       | Straße Einzelzeitfahren Männer       |
| Helen Glover Heather Stanning                                       | Rudern         | Zweier Frauen                        |
| Katherine Grainger Anna Watkins                                     | Rudern         | Doppelzweier Frauen                  |
| Katherine Copeland Sophie Hosking                                   | Rudern         | Leichtgewichts-Doppelzweier Frauen   |
| Alex Gregory Tom James Peter Reed Andrew Triggs Hodge               | Rudern         | Vierer Männer                        |
| Mo Farah                                                            | Leichtathletik | 5000 m Männer                        |
| Mo Farah                                                            | Leichtathletik | 10.000 m Männer                      |
| Greg Rutherford                                                     | Leichtathletik | Weitsprung Männer                    |
| Jessica Ennis                                                       | Leichtathletik | Siebenkampf                          |
| Carl Hester Charlotte Dujardin Laura Bechtolsheimer                 | Reiten         | Dressur Mannschaftswertung           |
| Charlotte Dujardin                                                  | Reiten         | Dressur Einzelwertung                |
| Nick Skelton Ben Maher Scott Brash Peter Charles                    | Reiten         | Springen Mannschaftswertung          |
| Nicola Adams                                                        | Boxen          | Fliegengewicht bis 51 kg Frauen      |
| Luke Campbell                                                       | Boxen          | Bantamgewicht bis 56 kg Männer       |
| Anthony Joshua                                                      | Boxen          | Superschwergewicht über 91 kg Männer |
| Ed McKeever                                                         | Kanu           | Einer-Kajak 200 m                    |
| Timothy Baillie Etienne Stott                                       | Kanu           | Zweier-Canadier Slalom Männer        |
| Ben Ainslie                                                         | Segeln         | Finn Dinghy Männer                   |
| Andy Murray                                                         | Tennis         | Einzel Männer                        |
| Jade Jones                                                          | Taekwondo      | Federgewicht bis 57 kg Frauen        |
| Alistair Brownlee                                                   | Triathlon      | Männer                               |
| Peter Wilson                                                        | Schießen       | Wurfscheibe Doppeltrap Männer        |

#### Silber
| Name                                                                 | Sportart           | Wettkampf                                   |
| -------------------------------------------------------------------- | ------------------ | ------------------------------------------- |
| Nick Dempsey                                                         | Segeln             | WindsurfenRS:X Männer                       |
| Luke Patience Stuart Bithell                                         | Segeln             | 470er Männer                                |
| Iain Percy Andrew Simpson                                            | Segeln             | Starboot Männer                             |
| Hannah Mills Sarah Clark                                             | Segeln             | 470er Frauen                                |
| Elizabeth Armitstead                                                 | Radsport           | Straße Straßenrennen Frauen                 |
| Victoria Pendleton                                                   | Radsport           | Bahn Sprint Frauen                          |
| Zac Purchase Mark Hunter                                             | Rudern             | Leichtgewichts-Doppelzweier Männer          |
| Peter Chambers Rob Williams Richard Chambers Chris Bartley           | Rudern             | Leichtgewichtsvierer ohne Steuermann Männer |
| Christine Ohuruogu                                                   | Leichtathletik     | 400 m Frauen                                |
| Mary King Nicola Wilson Zara Phillips Kristina Cook William Fox-Pitt | Reiten             | Mannschaftswertung Vielseitigkeit           |
| Fred Evans                                                           | Boxen              | Weltergewicht bis 69 kg Männer              |
| David Florence Richard Hounslow                                      | Kanu               | Zweier-Canadier Slalom Männer               |
| Laura Robson Andy Murray                                             | Tennis             | Mixed Doppel                                |
| Louis Smith                                                          | Turnen             | Pauschenpferd Männer                        |
| Michael Jamieson                                                     | Schwimmen          | 200 m Brust Männer                          |
| Gemma Gibbons                                                        | Judo               | Klasse bis 78 kg Frauen                     |
| Samantha Murray                                                      | Moderner Fünfkampf | Frauen                                      |

#### Bronze
| Name | Sportart       | Wettkampf                      |
| --- | -------------- | ------------------------------ |
| Rebecca Adlington | Schwimmen      | 400 m Freistil Frauen          |
| Sam Oldham Daniel Purvis Louis Smith Kristian Thomas Max Whitlock | Turnen         | Mannschaftsmehrkampf Männer    |
| Alex Partridge James Foad Tom Ransley Richard Egington Mohamed Sbihi Gregory Searle Matt Langridge Constantine Louloudis Phelan Hill (Stm.)                                                                              | Rudern         | Achter Männer                  |
| Chris Froome | Radsport       | Einzelzeitfahren Männer        |
| George Nash William Satch | Rudern         | Zweier ohne Steuermann Männer  |
| Alan Campbell | Rudern         | Einer Männer                   |
| Karina Bryant | Judo           | Klasse über 78 kg Frauen       |
| Rebecca Adlington | Schwimmen      | 800 m Freistil Frauen          |
| Max Whitlock | Turnen         | Pauschenpferd Männer           |
| Ed Clancy | Radsport       | Omnium Männer                  |
| Beth Tweddle | Turnen         | Stufenbarren Frauen            |
| Jonathan Brownlee | Triathlon      | Triathlon Männer               |
| Robert Grabarz | Leichtathletik | Hochsprung Männer              |
| Laura Tomlinson | Reiten         | Dressur Einzelwertung          |
| Anthony Ogogo | Boxen          | Mittelgewicht bis 75 kg Männer |
| Beth Storry Emily Maguire Laura Unsworth Crista Cullen Hannah Macleod Anne Panter Helen Richardson Kate Walsh Chloe Rogers Laura Bartlett Alex Danson Georgie Twigg Ashleigh Ball Sally Walton Nicola White Sarah Thomas | Hockey         | Hockey Frauen                  |
| Lutalo Muhammad | Taekwondo      | Mittelgewicht bis 80 kg Männer |
| Liam Heath Jon Schofield | Kanu           | Zweier-Kajak 200 m Männer      |
| Tom Daley | Wasserspringen | Turmspringen 10 m              |

## Teilnehmer nach Sportarten

### Badminton
| Athleten                    | Wettbewerb | Gruppenphase                                                   | Gruppenphase                                                          | Gruppenphase  | Gruppenphase | Achtelfinale  | Achtelfinale  | Viertelfinale | Viertelfinale | Halbfinale    | Halbfinale    | Finale        | Finale        | Rang |
| Athleten                    | Wettbewerb | Gegner                                                         | Ergebnis                                                              | Punkte        | Rang         | Gegner        | Ergebnis      | Gegner        | Ergebnis      | Gegner        | Ergebnis      | Gegner        | Ergebnis      | Rang |
| --------------------------- | ---------- | -------------------------------------------------------------- | --------------------------------------------------------------------- | ------------- | ------------ | ------------- | ------------- | ------------- | ------------- | ------------- | ------------- | ------------- | ------------- | ---- |
| Frauen                      |            |                                                                |                                                                       |               |              |               |               |               |               |               |               |               |               |      |
| Susan Egelstaff             | Einzel     | M. Tvrdy S. Satō                                               | 2:0 (21:15, 21:10) 1:2 (21:18, 16:21, 12:21)                          | 3:2 (91:85)   | 2            | ausgeschieden | ausgeschieden | ausgeschieden | ausgeschieden | ausgeschieden | ausgeschieden | ausgeschieden | ausgeschieden | 17   |
| Männer                      |            |                                                                |                                                                       |               |              |               |               |               |               |               |               |               |               |      |
| Rajiv Ouseph                | Einzel     | H. Hurskainen K. Cordón                                        | 2:1 (22:20, 17:21, 21:15) 1:2 (21:12, 17:21, 19:21)                   | 3:3 (117:110) | 2            | ausgeschieden | ausgeschieden | ausgeschieden | ausgeschieden | ausgeschieden | ausgeschieden | ausgeschieden | ausgeschieden | 17   |
| Mixed                       |            |                                                                |                                                                       |               |              |               |               |               |               |               |               |               |               |      |
| Imogen Bankier Chris Adcock | Doppel     | A. Nikolaenko W. Sorokina M. Fuchs B. Michels Zhang N. Zhao Y. | 1:2 (21:14, 9:21, 18:21) 1:2 (21:11, 17:21, 14:21) 0:2 (13:21, 14:21) | 2:6 (127:151) | 4            | –             | –             | ausgeschieden | ausgeschieden | ausgeschieden | ausgeschieden | ausgeschieden | ausgeschieden | 13   |

### Basketball
| Wettbewerb    | Frauen | Männer |
| ------------- | --- | --- |
| Athleten      | Dominique Allen Rose Anderson Kim Butler Stef Collins Temi Fagbenie Chantelle Handy Jo Leedham Julie Page Natalie Stafford Azania Stewart Rachael Vanderwal Jenaya Wade-Fraye | Robert Archibald Kieron Achara Eric Boateng Daniel Clark Luol Deng Joel Freeland Kyle Johnson Andrew Lawrence Mike Lenzly Pops Mensah-Bonsu Nate Reinking Andrew Sullivan |
| Trainer       | Tom Maher | Chris Finch |
| Gruppenphase  | Australien (58:74) Kanada (65:73) Russland (61:67) Frankreich (70:88 n. V.) Brasilien (66:78)                                                                                 | Russland (75:95) Brasilien (62:67) Spanien (78:79) Australien (75:106) Volksrepublik China (90:58)                                                                        |
| Viertelfinale | ausgeschieden | ausgeschieden |
| Halbfinale    | ausgeschieden | ausgeschieden |
| Finale        | ausgeschieden | ausgeschieden |
| Platzierung   | – | – |

### Beachvolleyball
| Athleten                              | Gruppenphase                                                                    | Gruppenphase                                                    | Gruppenphase | Gruppenphase | Achtelfinale  | Achtelfinale  | Viertelfinale | Viertelfinale | Halbfinale    | Halbfinale    | Finale        | Finale        | Rang |
| Athleten                              | Gegner                                                                          | Ergebnis                                                        | Punkte       | Rang         | Gegner        | Ergebnis      | Gegner        | Ergebnis      | Gegner        | Ergebnis      | Gegner        | Ergebnis      | Rang |
| ------------------------------------- | ------------------------------------------------------------------------------- | --------------------------------------------------------------- | ------------ | ------------ | ------------- | ------------- | ------------- | ------------- | ------------- | ------------- | ------------- | ------------- | ---- |
| Frauen                                |                                                                                 |                                                                 |              |              |               |               |               |               |               |               |               |               |      |
| Zara Dampney Shauna Mullin            | M.-A. Lessard / A. Martin G. Cicolari / M. Menegatti J. Chomjakowa / J. Ukolowa | 2:1 (17:21, 21:14, 15:13) 0:2 (18:21, 12:21) 0:2 (23:25, 13:21) | 4            | 3            | ausgeschieden | ausgeschieden | ausgeschieden | ausgeschieden | ausgeschieden | ausgeschieden | ausgeschieden | ausgeschieden | 17   |
| Zara Dampney Shauna Mullin            | Lucky-Losers-Spiel D. Schwaiger / St. Schwaiger                                 | 0:2 (15:21, 12:21)                                              | –            | –            | ausgeschieden | ausgeschieden | ausgeschieden | ausgeschieden | ausgeschieden | ausgeschieden | ausgeschieden | ausgeschieden | 17   |
| Männer                                |                                                                                 |                                                                 |              |              |               |               |               |               |               |               |               |               |      |
| John Garcia-Thompson Steven Grotowski | J. Binstock / M. Reader P. Cunha / R. Santos T. Skarlund / M. Spinnangr         | 0:2 (19:21, 13:21) 0:2 (17:21, 17:21) 0:2 (20:22, 13:21)        | 3            | 4            | ausgeschieden | ausgeschieden | ausgeschieden | ausgeschieden | ausgeschieden | ausgeschieden | ausgeschieden | ausgeschieden | 19   |

### Bogenschießen
| Athleten                                   | Wettbewerb | Qualifikation | Qualifikation | 1. Runde        | 1. Runde | 2. Runde      | 2. Runde      | Achtelfinale  | Achtelfinale  | Viertelfinale | Viertelfinale | Halbfinale    | Halbfinale    | Finale        | Finale        | Rang |
| Athleten                                   | Wettbewerb | Ringe         | Rang          | Gegner          | Ergebnis | Gegner        | Ergebnis      | Gegner        | Ergebnis      | Gegner        | Ergebnis      | Gegner        | Ergebnis      | Gegner        | Ergebnis      | Rang |
| ------------------------------------------ | ---------- | ------------- | ------------- | --------------- | -------- | ------------- | ------------- | ------------- | ------------- | ------------- | ------------- | ------------- | ------------- | ------------- | ------------- | ---- |
| Frauen                                     |            |               |               |                 |          |               |               |               |               |               |               |               |               |               |               |      |
| Naomi Folkard                              | Einzel     | 637           | 42            | K. Timofejewa   | 6:4      | M. Avitia     | 2:6           | ausgeschieden | ausgeschieden | ausgeschieden | ausgeschieden | ausgeschieden | ausgeschieden | ausgeschieden | ausgeschieden |      |
| Alison Williamson                          | Einzel     | 629           | 47            | B. Urantungalag | 3:7      | ausgeschieden | ausgeschieden | ausgeschieden | ausgeschieden | ausgeschieden | ausgeschieden | ausgeschieden | ausgeschieden | ausgeschieden | ausgeschieden |      |
| Amy Oliver                                 | Einzel     | 608           | 57            | D. Kumari       | 6:2      | I. Rochmawati | 7:1           | ausgeschieden | ausgeschieden | ausgeschieden | ausgeschieden | ausgeschieden | ausgeschieden | ausgeschieden | ausgeschieden |      |
| Naomi Folkard Alison Williamson Amy Oliver | Mannschaft | 1874          | 11            | –               | –        | –             | –             | Russland      | 208:215       | ausgeschieden | ausgeschieden | ausgeschieden | ausgeschieden | ausgeschieden | ausgeschieden |      |
| Männer                                     |            |               |               |                 |          |               |               |               |               |               |               |               |               |               |               |      |
| Simon Terry                                | Einzel     | 654           | 50            | Y. Ishizu       | 7:1      | D. Olaru      | 1:7           | ausgeschieden | ausgeschieden | ausgeschieden | ausgeschieden | ausgeschieden | ausgeschieden | ausgeschieden | ausgeschieden |      |
| Larry Godfrey                              | Einzel     | 680           | 4             | M. Milon        | 0:6      | J. Serrano    | 7:1           | K. Mohamad    | 2:6           | ausgeschieden | ausgeschieden | ausgeschieden | ausgeschieden | ausgeschieden | ausgeschieden |      |
| Alan Wills                                 | Einzel     | 660           | 42            | T. Worth        | 5:6      | ausgeschieden | ausgeschieden | ausgeschieden | ausgeschieden | ausgeschieden | ausgeschieden | ausgeschieden | ausgeschieden | ausgeschieden | ausgeschieden |      |
| Simon Terry Larry Godfrey Alan Wills       | Mannschaft | 1994          | 8             | –               | –        | –             | –             | Ukraine       | 212:223       | ausgeschieden | ausgeschieden | ausgeschieden | ausgeschieden | ausgeschieden | ausgeschieden |      |

### Boxen
| Athleten          | Wettbewerb                    | 1. Runde                 | 1. Runde | Achtelfinale            | Achtelfinale | Viertelfinale                | Viertelfinale | Halbfinale                | Halbfinale    | Finale             | Finale        | Rang   |
| Athleten          | Wettbewerb                    | Gegner                   | Ergebnis | Gegner                  | Ergebnis     | Gegner                       | Ergebnis      | Gegner                    | Ergebnis      | Gegner             | Ergebnis      | Rang   |
| ----------------- | ----------------------------- | ------------------------ | -------- | ----------------------- | ------------ | ---------------------------- | ------------- | ------------------------- | ------------- | ------------------ | ------------- | ------ |
| Frauen            |                               |                          |          |                         |              |                              |               |                           |               |                    |               |        |
| Nicola Adams      | Fliegengewicht bis 51 kg      | –                        | –        | Freilos                 | Freilos      | Stojka Petrowa               | 16:7          | Mary Kom                  | 11:6          | Ren Cancan         | 16:7          | Gold   |
| Natasha Jonas     | Leichtgewicht bis 60 kg       | –                        | –        | Quanitta Underwood      | 21:13        | Katie Taylor                 | 15:26         | ausgeschieden             | ausgeschieden | ausgeschieden      | ausgeschieden | 5      |
| Savannah Marshall | Mittelgewicht bis 75 kg       | –                        | –        | Freilos                 | Freilos      | Marina Wolnowa               | 12:16         | ausgeschieden             | ausgeschieden | ausgeschieden      | ausgeschieden | 5      |
| Männer            |                               |                          |          |                         |              |                              |               |                           |               |                    |               |        |
| Andrew Selby      | Fliegengewicht bis 52 kg      | Freilos                  | Freilos  | I. Sülejmenow           | 19:15        | Robeisy Ramirez Carrazana    | 11:16         | ausgeschieden             | ausgeschieden | ausgeschieden      | ausgeschieden | 5      |
| Luke Campbell     | Bantamgewicht bis 56 kg       | Freilos                  | Freilos  | Jahyn Parrinello        | 11:9         | Detelin Dalakliev            | 16:15         | Satoshi Shimizu           | 20:11         | John Joe Nevin     | 14:11         | Gold   |
| Josh Taylor       | Leichtgewicht bis 60 kg       | Robson Concecaio         | 13:9     | Domenico Valentino      | 10:15        | ausgeschieden                | ausgeschieden | ausgeschieden             | ausgeschieden | ausgeschieden      | ausgeschieden | 9      |
| Thomas Stalker    | Halbweltergewicht bis 64 kg   | Freilos                  | Freilos  | Kumar Manoj             | 20:16        | Urantschimegiin Mönch-Erdene | 22:23         | ausgeschieden             | ausgeschieden | ausgeschieden      | ausgeschieden | 5      |
| Fred Evans        | Weltergewicht bis 69 kg       | Ilyas Abbadi             | 18:10    | E. Kavaliauskas         | 11:7         | Custio Clayton               | 14:14         | T. Schelestjuk            | 11:10         | S. Säpijew         | 9:17          | Silber |
| Anthony Ogogo     | Mittelgewicht bis 75 kg       | Junior Castillo Martinez | 13:6     | Jewhen Chytrow          | 18:18        | Stefan Härtel                | 15:10         | Esquiva Falcão Florentino | 9:16          | ausgeschieden      | ausgeschieden | Bronze |
| Anthony Joshua    | Superschwergewicht über 91 kg | Freilos                  | Freilos  | Cotilla Erislandy Savon | 17:16        | Zhang Zhilei                 | 15:11         | Iwan Dytschko             | 13:11         | Roberto Cammarelle | 18+:18        | Gold   |

### Fechten
| Athleten                                                          | Wettbewerb         | 1. Runde         | 1. Runde | 2. Runde            | 2. Runde      | Achtelfinale  | Achtelfinale  | Viertelfinale | Viertelfinale | Halbfinale    | Halbfinale              | Finale        | Finale                   | Rang |
| Athleten                                                          | Wettbewerb         | Gegner           | Ergebnis | Gegner              | Ergebnis      | Gegner        | Ergebnis      | Gegner        | Ergebnis      | Gegner        | Ergebnis                | Gegner        | Ergebnis                 | Rang |
| ----------------------------------------------------------------- | ------------------ | ---------------- | -------- | ------------------- | ------------- | ------------- | ------------- | ------------- | ------------- | ------------- | ----------------------- | ------------- | ------------------------ | ---- |
| Frauen                                                            |                    |                  |          |                     |               |               |               |               |               |               |                         |               |                          |      |
| Corinna Lawrence                                                  | Degen Einzel       | Cáterin Bravo    | 15:12    | Simona Gherman      | 9:15          | ausgeschieden | ausgeschieden | ausgeschieden | ausgeschieden | ausgeschieden | ausgeschieden           | ausgeschieden | ausgeschieden            |      |
| Anna Bentley                                                      | Florett Einzel     | Monica Peterson  | 9:10     | ausgeschieden       | ausgeschieden | ausgeschieden | ausgeschieden | ausgeschieden | ausgeschieden | ausgeschieden | ausgeschieden           | ausgeschieden | ausgeschieden            |      |
| Natalia Sheppard                                                  | Florett Einzel     | Sophie Troiano   | 12:9     | Corinne Maîtrejean  | 5:15          | ausgeschieden | ausgeschieden | ausgeschieden | ausgeschieden | ausgeschieden | ausgeschieden           | ausgeschieden | ausgeschieden            |      |
| Sophie Troiano                                                    | Florett Einzel     | Natalia Sheppard | 9:12     | ausgeschieden       | ausgeschieden | ausgeschieden | ausgeschieden | ausgeschieden | ausgeschieden | ausgeschieden | ausgeschieden           | ausgeschieden | ausgeschieden            |      |
| Anna Bentley Natalia Sheppard Sophie Troiano Martina Emanuel      | Florett Mannschaft | –                | –        | –                   | –             | Ägypten       | 45:34         | ausgeschieden | ausgeschieden | ausgeschieden | ausgeschieden           | ausgeschieden | ausgeschieden            |      |
| Louise Bond-Williams                                              | Säbel Einzel       | –                | –        | Irene Vecchi        | 6:15          | ausgeschieden | ausgeschieden | ausgeschieden | ausgeschieden | ausgeschieden | ausgeschieden           | ausgeschieden | ausgeschieden            |      |
| Sophie Williams                                                   | Säbel Einzel       | –                | –        | Vassiliki Vougiouka | 8:15          | ausgeschieden | ausgeschieden | ausgeschieden | ausgeschieden | ausgeschieden | ausgeschieden           | ausgeschieden | ausgeschieden            |      |
| Männer                                                            |                    |                  |          |                     |               |               |               |               |               |               |                         |               |                          |      |
| James-Andrew Davis                                                | Florett Einzel     | Freilos          | Freilos  | Peter Joppich       | 10:15         | ausgeschieden | ausgeschieden | ausgeschieden | ausgeschieden | ausgeschieden | ausgeschieden           | ausgeschieden | ausgeschieden            |      |
| Richard Kruse                                                     | Florett Einzel     | Freilos          | Freilos  | Artur Achmatchusin  | 5:15          | ausgeschieden | ausgeschieden | ausgeschieden | ausgeschieden | ausgeschieden | ausgeschieden           | ausgeschieden | ausgeschieden            |      |
| Husayn Rosowsky                                                   | Florett Einzel     | Mohamed Samandi  | 8:15     | ausgeschieden       | ausgeschieden | ausgeschieden | ausgeschieden | ausgeschieden | ausgeschieden | ausgeschieden | ausgeschieden           | ausgeschieden | ausgeschieden            |      |
| James-Andrew Davis Richard Kruse Husayn Rosowsky Laurence Halsted | Florett Mannschaft | –                | –        | –                   | –             | Ägypten       | 45:34         | Italien       | 40:45         | Frankreich    | Platzierungskampf 45:29 | Russland      | Gefecht um Platz 5 35:45 | 6    |
| James Honeybone                                                   | Säbel Einzel       | Waler Pryjomka   | 9:15     | ausgeschieden       | ausgeschieden | ausgeschieden | ausgeschieden | ausgeschieden | ausgeschieden | ausgeschieden | ausgeschieden           | ausgeschieden | ausgeschieden            |      |

### Fußball
| Wettbewerb    | Frauen | Männer |
| ------------- | --- | --- |
| Athleten      | Eniola Aluko Anita Asante Karen Bardsley Sophie Bradley Rachel Brown Karen Carney Ifeoma Dieke Steph Houghton Kim Little Claire Rafferty Alex Scott Jill Scott Kelly Smith Casey Stoney Ellen White Fara Williams Rachel Williams Rachel Yankey | Joe Allen Craig Bellamy Ryan Bertrand Jack Butland Steven Caulker Tom Cleverley Jack Cork Craig Dawson Ryan Giggs Aaron Ramsey Micah Richards Danny Rose Scott Sinclair Marvin Sordell Jason Steele Daniel Sturridge Neil Taylor James Tomkins |
| Trainer       | Hope Powell | Stuart Pearce |
| Gruppenphase  | Neuseeland 1:0 (0:0) Kamerun 3:0 (2:0) Brasilien 1:0 (1:0) | Senegal 1:1 (1:0) Vereinigte Arabische Emirate 3:1 (1:0) Uruguay 1:0 (0:0) |
| Viertelfinale | Kanada 0:2 (0:2) | Südkorea 1:1 n. V. 4:5 i. E. (1:1, 1:1) |

### Gewichtheben
| Athleten        | Wettbewerb       | Reißen  | Reißen | Stoßen  | Stoßen | Zweikampf | Zweikampf | Rang |
| Athleten        | Wettbewerb       | Gewicht | Rang   | Gewicht | Rang   | Gewicht   | Rang      | Rang |
| --------------- | ---------------- | ------- | ------ | ------- | ------ | --------- | --------- | ---- |
| Frauen          |                  |         |        |         |        |           |           |      |
| Zoe Smith       | Klasse bis 58 kg | 90 kg   | 13     | 121 kg  | 11     | 211 kg    | 12        | 12   |
| Natasha Perdue  | Klasse bis 69 kg | 92 kg   | 13     | 113 kg  | 12     | 205 kg    | 12        | 12   |
| Männer          |                  |         |        |         |        |           |           |      |
| Gareth Evans    | Klasse bis 69 kg | 130 kg  | 17     | 158 kg  | 17     | 288 kg    | 17        | 17   |
| Jack Oliver     | Klasse bis 77 kg | 140 kg  | 11     | 170 kg  | 10     | 310 kg    | 10        | 10   |
| Peter Kirkbride | Klasse bis 94 kg | 138 kg  | 19     | 190 kg  | 15     | 328 kg    | 16        | 16   |

### Handball
| Wettbewerb    | Frauen | Männer |
| ------------- | --- | --- |
| Athleten      | Lyn Byl Kelsi Fairbrother Kathryn Fudge Marie Gerbron Britt Goodwin Sarah Hargreaves Nina Heglund Louise Jukes Holly Lam-Moores Yvonne Leuthold Jane Mayes Lynn McCafferty Ewa Palies Zoe Van der Weel | Sebastian Edgar Robin Garnham Martin Hare Mark Hawkins Steven Larsson Christopher McDermott Daniel McMillan Chris Mohr Jesper Parker John Pearce Sebastian Prieto Gawain Vincent Robert White Ciaran Williams |
| Trainer       | | |
| Gruppenphase  | Montenegro 19:31 (12:18) Russland 16:37 (8:17) Brasilien 17:30 (8:17) Angola 25:31 (10:14) Kroatien 14:37 (6:17)                                                                                       | Frankreich 15:44 (7:21) Schweden 19:41 (10:24) Argentinien 21:32 (11:16) Tunesien 17:34 (8:14) Island 24:41 (15:18)                                                                                           |
| Viertelfinale | ausgeschieden | ausgeschieden |
| Halbfinale    | ausgeschieden | ausgeschieden |
| Finale        | ausgeschieden | ausgeschieden |
| Platzierung   | – | – |

### Hockey
| Wettbewerb        | Frauen | Männer |
| ----------------- | --- | --- |
| Athleten          | Ashleigh Ball Laura Bartlett Crista Cullen Alexandra Danson Hannah Macleod Emily Maguire Anne Panter Helen Richardson Chloe Rogers Beth Storry Sarah Thomas Georgie Twigg Laura Unsworth Kate Walsh Sally Walton Nicola White | Nicholas Catlin Jonty Clarke Matthew Daly James Fair Daniel Fox Benjamin Hawes Ashley Jackson Glenn Kirkham Iain Lewers Iain Mackay Harry Martin Barry Middleton Rob Moore Richard Smith James Tindall Alastair Wilson |
| Trainer           | Danny Kerry | Jason Lee |
| Gruppenphase      | Japan 4:0 (4:0) Südkorea 5:3 (2:1) Belgien 3:0 (1:0) Volksrepublik China 1:2 (0:0) Niederlande 1:2 (1:0) | Argentinien 4:1 (1:0) Südafrika 2:2 (1:0) Pakistan 4:1 (2:0) Australien 3:3 (0:2) Spanien 1:1 (1:0) |
| Platzierungsspiel | – | – |
| Halbfinale        | Argentinien 1:2 (0:2) | Niederlande 2:9 (1:4) |
| Finale            | Spiel um Platz 3: Neuseeland 3:1 (0:0) | Spiel um Platz 3: Australien 1:3 (1:1) |
| Platzierung       | Bronze | 4 |

### Judo
| Athleten                | Wettbewerb         | 1. Runde Round of 64 | 1. Runde Round of 64 | 2. Runde Round of 32 | 2. Runde Round of 32 | Achtelfinale Round of 16     | Achtelfinale Round of 16 | Viertelfinale Quarter Final | Viertelfinale Quarter Final | Hoffnungsrunde Halbfinale Repechage | Hoffnungsrunde Halbfinale Repechage | Halbfinale      | Halbfinale    | Hoffnungsrunde Finale Bronze Medal | Hoffnungsrunde Finale Bronze Medal | Finale         | Finale        | Rang   |
| Athleten                | Wettbewerb         | Gegner               | Ergebnis             | Gegner               | Ergebnis             | Gegner                       | Ergebnis                 | Gegner                      | Ergebnis                    | Gegner                              | Ergebnis                            | Gegner          | Ergebnis      | Gegner                             | Ergebnis                           | Gegner         | Ergebnis      | Rang   |
| ----------------------- | ------------------ | -------------------- | -------------------- | -------------------- | -------------------- | ---------------------------- | ------------------------ | --------------------------- | --------------------------- | ----------------------------------- | ----------------------------------- | --------------- | ------------- | ---------------------------------- | ---------------------------------- | -------------- | ------------- | ------ |
| Frauen                  |                    |                      |                      |                      |                      |                              |                          |                             |                             |                                     |                                     |                 |               |                                    |                                    |                |               |        |
| Kelly Edwards           | Klasse bis 48 kg   | –                    | –                    | Freilos              | Freilos              | Tomoko Fukumi                | 000:020                  | ausgeschieden               | ausgeschieden               | ausgeschieden                       | ausgeschieden                       | ausgeschieden   | ausgeschieden | ausgeschieden                      | ausgeschieden                      | ausgeschieden  | ausgeschieden |        |
| Sophie Cox              | Klasse bis 52 kg   | –                    | –                    | An Kum-ae            | 000:001              | ausgeschieden                | ausgeschieden            | ausgeschieden               | ausgeschieden               | ausgeschieden                       | ausgeschieden                       | ausgeschieden   | ausgeschieden | ausgeschieden                      | ausgeschieden                      | ausgeschieden  | ausgeschieden |        |
| Sarah Clark             | Klasse bis 57 kg   | –                    | –                    | Automne Pavia        |                      | ausgeschieden                | ausgeschieden            | ausgeschieden               | ausgeschieden               | ausgeschieden                       | ausgeschieden                       | ausgeschieden   | ausgeschieden | ausgeschieden                      | ausgeschieden                      | ausgeschieden  | ausgeschieden |        |
| Gemma Howell            | Klasse bis 63 kg   | –                    | –                    | Gévrise Émane        | 100:000              | ausgeschieden                | ausgeschieden            | ausgeschieden               | ausgeschieden               | ausgeschieden                       | ausgeschieden                       | ausgeschieden   | ausgeschieden | ausgeschieden                      | ausgeschieden                      | ausgeschieden  | ausgeschieden |        |
| Sally Conway            | Klasse bis 70 kg   | –                    | –                    | Carine Ngarlemdana   | 111:001              | Edith Bosch                  | 000:010                  | ausgeschieden               | ausgeschieden               | ausgeschieden                       | ausgeschieden                       | ausgeschieden   | ausgeschieden | ausgeschieden                      | ausgeschieden                      | ausgeschieden  | ausgeschieden |        |
| Gemma Gibbons           | Klasse bis 78 kg   | –                    | –                    | Yahima Ramirez       | 100:000              | Pürewdschargalyn Lchamdegd   | 002:001                  | Marhinde Verkerk            | 010:000                     | –                                   | –                                   | Audrey Tcheuméo | 100:000       | –                                  | –                                  | Kayla Harrison | 000:002       | Silber |
| Karina Bryant           | Klasse über 78 kg  | –                    | –                    | Sonia Asselah        | 100:001              | Lucija Polavder              | 011:000                  | G. Issanowa                 | 0102:0011                   | –                                   | –                                   | Mika Sugimoto   | 000:001       | Iryna Kindzerska                   | 020:011                            | –              | –             | Bronze |
| Männer                  |                    |                      |                      |                      |                      |                              |                          |                             |                             |                                     |                                     |                 |               |                                    |                                    |                |               |        |
| Ashley McKenzie         | Klasse bis 60 kg   | Freilos              | Freilos              | Hiroaki Hiraoka      | 002:111              | ausgeschieden                | ausgeschieden            | ausgeschieden               | ausgeschieden               | ausgeschieden                       | ausgeschieden                       | ausgeschieden   | ausgeschieden | ausgeschieden                      | ausgeschieden                      | ausgeschieden  | ausgeschieden |        |
| Colin Oates             | Klasse bis 66 kg   | Freilos              | Freilos              | Ivo dos Santos       | 002:000              | Chaschbaataryn Tsagaanbaatar | 001:000                  | Lascha Schawdatuaschwili    | 000:1000                    | Jun-Ho Cho                          | 000:002                             | ausgeschieden   | ausgeschieden | ausgeschieden                      | ausgeschieden                      | ausgeschieden  | ausgeschieden |        |
| Danny Williams          | Klasse bis 73 kg   | Freilos              | Freilos              | Rasul Boqiev         | 000:100              | ausgeschieden                | ausgeschieden            | ausgeschieden               | ausgeschieden               | ausgeschieden                       | ausgeschieden                       | ausgeschieden   | ausgeschieden | ausgeschieden                      | ausgeschieden                      | ausgeschieden  | ausgeschieden |        |
| Euan Burton             | Klasse bis 81 kg   | Freilos              | Freilos              | Euan Forster         | 000:1000             | ausgeschieden                | ausgeschieden            | ausgeschieden               | ausgeschieden               | ausgeschieden                       | ausgeschieden                       | ausgeschieden   | ausgeschieden | ausgeschieden                      | ausgeschieden                      | ausgeschieden  | ausgeschieden |        |
| Winston Gordon          | Klasse bis 90 kg   | –                    | –                    | Alexandre Émond      | 100:000              | Kirill Denissow              | 000:000                  | ausgeschieden               | ausgeschieden               | ausgeschieden                       | ausgeschieden                       | ausgeschieden   | ausgeschieden | ausgeschieden                      | ausgeschieden                      | ausgeschieden  | ausgeschieden |        |
| James Austin            | Klasse bis 100 kg  | –                    | –                    | Takamasa Anai        |                      | ausgeschieden                | ausgeschieden            | ausgeschieden               | ausgeschieden               | ausgeschieden                       | ausgeschieden                       | ausgeschieden   | ausgeschieden | ausgeschieden                      | ausgeschieden                      | ausgeschieden  | ausgeschieden |        |
| Christopher Sherrington | Klasse über 100 kg | –                    | –                    | Jake Andrewartha     | 100:000              | Alexander Michailin          |                          | ausgeschieden               | ausgeschieden               | ausgeschieden                       | ausgeschieden                       | ausgeschieden   | ausgeschieden | ausgeschieden                      | ausgeschieden                      | ausgeschieden  | ausgeschieden |        |

### Kanu

#### Kanurennsport
| Athleten                                                   | Wettbewerb | Vorlauf      | Vorlauf | Halbfinale   | Halbfinale | Finale        | Finale        | Rang   |
| Athleten                                                   | Wettbewerb | Zeit         | Rang    | Zeit         | Rang       | Zeit          | Rang          | Rang   |
| ---------------------------------------------------------- | ---------- | ------------ | ------- | ------------ | ---------- | ------------- | ------------- | ------ |
| Frauen                                                     |            |              |         |              |            |               |               |        |
| Jessica Walker                                             | K-1 200 m  | 42,388 s     | 4       | 41,734 s     | 2          | 46,161 s      | 7             | 7      |
| Rachel Cawthorn                                            | K-1 500 m  | 1:53,491 min | 1       | 1:52,542 min | 2          | 1:53,345 min  | 6             | 6      |
| Abigail Edmonds Louisa Sawers                              | K-2 500 m  | 1:46,564 min | 5       | 1:46,025 min | 7          | 1:46,341 min  | 3             | 11     |
| Rachel Cawthorn Angela Hannah Louisa Sawers Jessica Walker | K-4 500 m  | 1:37,355 min | 2       | 1:32,550 min | 4          | 1:33,055 min  | 5             | 5      |
| Männer                                                     |            |              |         |              |            |               |               |        |
| Edward McKeever                                            | K-1 200 m  | 35,087 s     | 1       | 35,619 s     | 1          | 36,246 s      | 1             | Gold   |
| Liam Heath Jon Schofield                                   | K-2 200 m  | 33,364 s     | 2       | 32,940 s     | 2          | 32,940 s      | 3             | Bronze |
| Richard Jefferies                                          | C-1 200 m  | 42,516 s     | 3       | 43,213 s     | 6          | ausgeschieden | ausgeschieden | 17     |
| Tim Brabants                                               | K-1 1000 m | 3:31,869 min | 5       | 3:30,769 min | 4          | 3:34,833 min  | 8             | 8      |
| Richard Jefferies                                          | C-1 1000 m | 4:48,511 min | 8       | 4:49,874 min | 8          | 4:42,992 min  | 15            | 15     |

#### Kanuslalom
| Athleten                        | Wettbewerb | Vorlauf  | Vorlauf | Halbfinale | Halbfinale | Finale        | Finale        | Rang   |
| Athleten                        | Wettbewerb | Zeit     | Rang    | Zeit       | Rang       | Zeit          | Rang          | Rang   |
| ------------------------------- | ---------- | -------- | ------- | ---------- | ---------- | ------------- | ------------- | ------ |
| Frauen                          |            |          |         |            |            |               |               |        |
| Lizzie Neave                    | K-1        | 98,92 s  | 2       | 117,30 s   | 12         | ausgeschieden | ausgeschieden | 12     |
| Männer                          |            |          |         |            |            |               |               |        |
| Richard Hounslow                | K-1        | 89,12 s  | 11      | 104,30 s   | 12         | ausgeschieden | ausgeschieden | 12     |
| David Florence                  | C-1        | 93,4 s   | 5       | 106,16 s   | 10         | ausgeschieden | ausgeschieden | 10     |
| Timothy Baillie Etienne Stott   | C-2        | 100,44 s | 4       | 110,78 s   | 6          | 106,41 s      | 1             | Gold   |
| David Florence Richard Hounslow | C-2        | 101,80 s | 7       | 108,93 s   | !1         | 106,77 s      | 2             | Silber |

### Leichtathletik
Laufen und Gehen
| Athleten                                                                               | Wettbewerb        | Vorlauf      | Vorlauf | Halbfinale    | Halbfinale    | Finale        | Finale        | Rang   |
| Athleten                                                                               | Wettbewerb        | Zeit         | Rang    | Zeit          | Rang          | Zeit          | Rang          | Rang   |
| -------------------------------------------------------------------------------------- | ----------------- | ------------ | ------- | ------------- | ------------- | ------------- | ------------- | ------ |
| Frauen                                                                                 |                   |              |         |               |               |               |               |        |
| Anyika Onuora                                                                          | 100 m             | 11,41 s      | 5       | ausgeschieden | ausgeschieden | ausgeschieden | ausgeschieden | 32     |
| Abiodun Oyepitan                                                                       | 100 m             | 11,22 s      | 5       | 11,36 s       | 8             | ausgeschieden | ausgeschieden | 23     |
| Margaret Adeoye                                                                        | 200 m             | 22,94 s      | 3       | 23,28 s       | 7             | ausgeschieden | ausgeschieden | 21     |
| Anyika Onuora                                                                          | 200 m             | 23,23 s      | 4       | ausgeschieden | ausgeschieden | ausgeschieden | ausgeschieden | 27     |
| Abiodun Oyepitan                                                                       | 200 m             | 22,92 s      | 2       | 23,14 s       | 6             | ausgeschieden | ausgeschieden | 20     |
| Shana Cox                                                                              | 400 m             | 52,01 s      | 3       | 52,58 s       | 7             | ausgeschieden | ausgeschieden | 21     |
| Lee McConnell                                                                          | 400 m             | 52,23 s      | 3       | 52,24 s       | 7             | ausgeschieden | ausgeschieden | 18     |
| Christine Ohuruogu                                                                     | 400 m             | 50,80 s      | 2       | 50,22 s       | 2             | 49,70 s       | 2             | Silber |
| Lynsey Sharp                                                                           | 800 m             | 2:01,41 min  | 2       | 2:01,78 min   | 7             | ausgeschieden | ausgeschieden | 21     |
| Lisa Dobriskey                                                                         | 1500 m            | 4:13,32 min  | 1       | 4:05,35 min   | 4             | 4:15,02 min   | 10            | 10     |
| Hannah England                                                                         | 1500 m            | 4:05,73 min  | 5       | 4:06,35 min   | 9             | ausgeschieden | ausgeschieden | 20     |
| Laura Weightman                                                                        | 1500 m            | 4:07,29 min  | 6       | 4:02,99 min   | 7             | 4:16,60 min   | 11            | 11     |
| Julia Bleasdale                                                                        | 5000 m            | 15:02,00 min | 4       | –             | –             | 15:14,55 min  | 8             | 8      |
| Barbara Parker                                                                         | 5000 m            | 15:12,81 min | 9       | –             | –             | ausgeschieden | ausgeschieden | 20     |
| Joanne Pavey                                                                           | 5000 m            | 15:02,84 min | 7       | –             | –             | 15:12,72 min  | 7             | 7      |
| Julia Bleasdale                                                                        | 10.000 m          | –            | –       | –             | –             | 30:53,63 min  | 8             | 8      |
| Joanne Pavey                                                                           | 10.000 m          | –            | –       | –             | –             | 30:53,20 min  | 7             | 7      |
| Claire Hallissey                                                                       | Marathon          | –            | –       | –             | –             | 2:35:39 h     | 57            | 57     |
| Freya Murray                                                                           | Marathon          | –            | –       | –             | –             | 2:32:14 h     | 44            | 44     |
| Mara Yamauchi                                                                          | Marathon          | –            | –       | –             | –             | DNF           | DNF           | –      |
| Jessica Ennis                                                                          | 100 m Hürden      | DNS          | DNS     | ausgeschieden | ausgeschieden | ausgeschieden | ausgeschieden | –      |
| Tiffany Porter                                                                         | 100 m Hürden      | 12,79 s      | 3       | 12,79 s       | 4             | ausgeschieden | ausgeschieden | 10     |
| Eilidh Child                                                                           | 400 m Hürden      | 56,14 s      | 3       | 56,03 s       | 7             | ausgeschieden | ausgeschieden | 17     |
| Perri Shakes-Drayton                                                                   | 400 m Hürden      | 54,62 s      | 1       | 55,19 s       | 3             | ausgeschieden | ausgeschieden | 10     |
| Eilish McColgan                                                                        | 3000 m Hindernis  | 9:54,36 min  | 9       | –             | –             | ausgeschieden | ausgeschieden | 33     |
| Barbara Parker                                                                         | 3000 m Hindernis  | 9:32,07 min  | 6       | –             | –             | ausgeschieden | ausgeschieden | 17     |
| Shana Cox Lee McConnell Perri Shakes-Drayton Christine Ohuruogu Eilidh Child (Vorlauf) | 4 × 400-m-Staffel | 3:25,05 min  | 3       | –             | –             | 3:24,76 min   | 5             | 5      |
| Johanna Jackson                                                                        | 20 km Gehen       | –            | –       | –             | –             | DSQ           | DSQ           | –      |
| Männer                                                                                 |                   |              |         |               |               |               |               |        |
| Dwain Chambers                                                                         | 100 m             | 10,02 s      | 1       | 10,05 s       | 4             | ausgeschieden | ausgeschieden | 10     |
| James Dasaolu                                                                          | 100 m             | 10,13 s      | 3       | 10,18 s       | 7             | ausgeschieden | ausgeschieden | 19     |
| Adam Gemili                                                                            | 100 m             | 10,11 s      | 2       | 10,06 s       | 3             | ausgeschieden | ausgeschieden | 11     |
| James Ellington                                                                        | 200 m             | 21,23 s      | 6       | ausgeschieden | ausgeschieden | ausgeschieden | ausgeschieden | 47     |
| Christian Malcolm                                                                      | 200 m             | 20,59 s      | 2       | 20,51 s       | 3             | ausgeschieden | ausgeschieden | 11     |
| Nigel Levine                                                                           | 400 m             | 45,58 s      | 3       | 45,64 s       | 6             | ausgeschieden | ausgeschieden | 18     |
| Martyn Rooney                                                                          | 400 m             | 45,36 s      | 2       | 45,31 s       | 5             | ausgeschieden | ausgeschieden | 14     |
| Conrad Williams                                                                        | 400 m             | 46,12 s      | 3       | 45,53 s       | 8             | ausgeschieden | ausgeschieden | 18     |
| Andrew Osagie                                                                          | 800 m             | 1:46,42 min  | 3       | 1:44,74 min   | 2             | 1:43,77 min   | 8             | 8      |
| Michael Rimmer                                                                         | 800 m             | 1:49,05 min  | 5       | ausgeschieden | ausgeschieden | ausgeschieden | ausgeschieden | 41     |
| Gareth Warburton                                                                       | 800 m             | 1:46,97 min  | 5       | ausgeschieden | ausgeschieden | ausgeschieden | ausgeschieden | 29     |
| Andrew Baddeley                                                                        | 1500 m            | 3:40,34 min  | 6       | 3:36,03 min   | 8             | ausgeschieden | ausgeschieden | 13     |
| Ross Murray                                                                            | 1500 m            | 3:36,74 min  | 4       | 3:44,92 min   | 10            | ausgeschieden | ausgeschieden | 23     |
| Mo Farah                                                                               | 5000 m            | 13:26,00 min | 3       | –             | –             | 13:41,66 min  | 1             | Gold   |
| Nick McCormick                                                                         | 5000 m            | 13:25,70 min | 12      | –             | –             | ausgeschieden | ausgeschieden | 17     |
| Mo Farah                                                                               | 10.000 m          | –            | –       | –             | –             | 27:30,42 min  | 1             | Gold   |
| Christopher Thompson                                                                   | 10.000 m          | –            | –       | –             | –             | 29:06,14 min  | 25            | 25     |
| Lee Merrien                                                                            | Marathon          | –            | –       | –             | –             | 2:17:00 h     | 30            | 30     |
| Scott Overall                                                                          | Marathon          | –            | –       | –             | –             | 2:22:37 h     | 61            | 61     |
| Lawrence Clarke                                                                        | 110 m Hürden      | 13,42 s      | 2       | 13,31 s       | 3             | 13,39 s       | 4             | 4      |
| Andrew Pozzi                                                                           | 110 m Hürden      | DNF          | DNF     | ausgeschieden | ausgeschieden | ausgeschieden | ausgeschieden | –      |
| Andrew Turner                                                                          | 110 m Hürden      | 13,42 s      | 1       | 13,42 s       | 4             | ausgeschieden | ausgeschieden | 13     |
| Jack Green                                                                             | 400 m Hürden      | 49,49 s      | 2       | DNF           | DNF           | ausgeschieden | ausgeschieden | 24     |
| David Greene                                                                           | 400 m Hürden      | 48,98 s      | 1       | 48,19 s       | 4             | 48,24 s       | 4             | 4      |
| Rhys Williams                                                                          | 400 m Hürden      | 49,17 s      | 5       | 49,63 s       | 4             | ausgeschieden | ausgeschieden | 15     |
| Stuart Stokes                                                                          | 3000 m Hindernis  | 8:43,04 min  | 12      | –             | –             | ausgeschieden | ausgeschieden | 35     |
| Christian Malcolm Dwain Chambers Daniel Talbot Adam Gemili                             | 4 × 100-m-Staffel | DSQ          | –       | –             | –             | ausgeschieden | ausgeschieden | –      |
| Conrad Williams Jack Green David Greene Martyn Rooney Nigel Levine (Vorlauf)           | 4 × 400-m-Staffel | 3:00,38 min  | 2       | –             | –             | 2:59,53 min   | 4             | 4      |
| Dominic King                                                                           | 50 km Gehen       | –            | –       | –             | –             | 4:15:05 h     | 51            | 51     |

Springen und Werfen
| Athleten              | Wettbewerb     | Qualifikation | Qualifikation | Finale        | Finale        | Rang   |
| Athleten              | Wettbewerb     | Weite/Höhe    | Rang          | Weite/Höhe    | Rang          | Rang   |
| --------------------- | -------------- | ------------- | ------------- | ------------- | ------------- | ------ |
| Frauen                |                |               |               |               |               |        |
| Shara Proctor         | Weitsprung     | 6,83 m        | 1             | 6,55 m        | 9             | 9      |
| Yamilé Aldama         | Dreisprung     | 14,45 m       | 3             | 14,48 m       | 5             | 5      |
| Holly Bleasdale       | Stabhochsprung | 4,55 m        | 7             | 4,45 m        | 6             | 6      |
| Kate Dennison         | Stabhochsprung | 4,25 m        | 26            | ausgeschieden | ausgeschieden | 26     |
| Sophie Hitchon        | Hammerwurf     | 71,98 m NR    | 10            | 69,33 m       | 12            | 12     |
| Goldie Sayers         | Speerwurf      | NMW           | NMW           | ausgeschieden | ausgeschieden | –      |
| Männer                |                |               |               |               |               |        |
| Greg Rutherford       | Weitsprung     | 8,08 m        | 4             | 8,31 m        | 1             | Gold   |
| Christopher Tomlinson | Weitsprung     | 8,06 m        | 5             | 8,07 m        | 6             | 6      |
| Phillips Idowu        | Dreisprung     | 16,53 m       | 14            | ausgeschieden | ausgeschieden | 14     |
| Robert Grabarz        | Hochsprung     | 2,29 m        | 1             | 2,29 m        | 3             | Bronze |
| Steven Lewis          | Stabhochsprung | 5,50 m        | 9             | 5,75 m        | 5             | 5      |
| Abdul Buhari          | Diskuswurf     | 60,08 m       | 29            | ausgeschieden | ausgeschieden | 29     |
| Brett Morse           | Diskuswurf     | 58,18 m       | 35            | ausgeschieden | ausgeschieden | 35     |
| Lawrence Okoye        | Diskuswurf     | 65,28 m       | 4             | 61,03 m       | 12            | 12     |
| Alexander Smith       | Hammerwurf     | 74,71 m       | 11            | 72,87 m       | 12            | 12     |
| Mervyn Luckwell       | Speerwurf      | 74,09 m       | 35            | ausgeschieden | ausgeschieden | 35     |
| Carl Myerscough       | Kugelstoßen    | 18,95 m       | 29            | ausgeschieden | ausgeschieden | 29     |

Mehrkampf
| Athletinnen               | 100 m Hürden | 100 m Hürden | Hochsprung | Hochsprung | Kugelstoßen | Kugelstoßen | 200 m   | 200 m  | Weitsprung | Weitsprung | Speerwurf | Speerwurf | 800 m       | 800 m  | Punkte  | Rang |
| Athletinnen               | Zeit         | Punkte       | Höhe       | Punkte     | Weite       | Punkte      | Zeit    | Punkte | Weite      | Punkte     | Weite     | Punkte    | Zeit        | Punkte | Punkte  | Rang |
| ------------------------- | ------------ | ------------ | ---------- | ---------- | ----------- | ----------- | ------- | ------ | ---------- | ---------- | --------- | --------- | ----------- | ------ | ------- | ---- |
| Siebenkampf Frauen        |              |              |            |            |             |             |         |        |            |            |           |           |             |        |         |      |
| Jessica Ennis             | 12,54 s      | 1195         | 1,86 m     | 1054       | 14,28 m     | 813         | 22,83 s | 1096   | 6,48 m     | 1001       | 47,49 m   | 812       | 2:08,65 min | 984    | 6955 NR | Gold |
| Louise Hazel              | 13,48 s      | 1053         | 1,59 m     | 724        | 12,81 m     | 7,15        | 24,48 s | 935    | 5,77 m     | 780        | 47,38 m   | 809       | 2:18,78 min | 840    | 5856    | 27   |
| Katarina Johnson-Thompson | 13,48 s      | 1053         | 1,89 m     | 1093       | 11,32 m     | 616         | 23,73 s | 1007   | 6,19 m     | 908        | 38,37 m   | 636       | 2:10,76 min | 954    | 6267    | 15   |

| Athleten         | 100 m   | 100 m  | Weitsprung | Weitsprung | Kugelstoßen | Kugelstoßen   | Hochsprung    | Hochsprung    | 400 m         | 400 m         | 110 m Hürden  | 110 m Hürden  | Diskuswurf    | Diskuswurf    | Stabhochsprung | Stabhochsprung | Speerwurf     | Speerwurf     | 1500 m        | 1500 m        | Punkte        | Rang |
| Athleten         | Zeit    | Punkte | Weite      | Punkte     | Weite       | Punkte        | Höhe          | Punkte        | Zeit          | Punkte        | Zeit          | Punkte        | Weite         | Punkte        | Höhe           | Punkte         | Weite         | Punkte        | Zeit          | Punkte        | Punkte        | Rang |
| ---------------- | ------- | ------ | ---------- | ---------- | ----------- | ------------- | ------------- | ------------- | ------------- | ------------- | ------------- | ------------- | ------------- | ------------- | -------------- | -------------- | ------------- | ------------- | ------------- | ------------- | ------------- | ---- |
| Zehnkampf Männer |         |        |            |            |             |               |               |               |               |               |               |               |               |               |                |                |               |               |               |               |               |      |
| Daniel Awde      | 10,71 s | 926    | 6,83 m     | 774        | DNS         | ausgeschieden | ausgeschieden | ausgeschieden | ausgeschieden | ausgeschieden | ausgeschieden | ausgeschieden | ausgeschieden | ausgeschieden | ausgeschieden  | ausgeschieden  | ausgeschieden | ausgeschieden | ausgeschieden | ausgeschieden | ausgeschieden | DNF  |

### Moderner Fünfkampf
| Athleten        | Fechten | Fechten | Schwimmen   | Schwimmen | Reiten | Reiten | Combined     | Combined | Punkte | Rang   |
| Athleten        | Bilanz  | Punkte  | Zeit        | Punkte    | Zeit   | Punkte | Zeit         | Punkte   | Punkte | Rang   |
| --------------- | ------- | ------- | ----------- | --------- | ------ | ------ | ------------ | -------- | ------ | ------ |
| Frauen          |         |         |             |           |        |        |              |          |        |        |
| Samantha Murray | 18:17   | 832     | 2:08,20 min | 1264      | 60     | 1140   | 12:00,59 min | 2120     | 5356   | Silber |
| Mhairi Spence   | 19:16   | 856     | 2:16,51 min | 1164      | 104    | 1096   | 12:46,23 min | 1936     | 5052   | 21     |
| Männer          |         |         |             |           |        |        |              |          |        |        |
| Sam Weale       | 17:18   | 808     | 2:03,40 min | 1320      | 24     | 1176   | 11:00,00 min | 2360     | 5664   | 13     |
| Nick Woodbridge | 17:18   | 808     | 1:57,32 min | 1396      | 44     | 1156   | 11:01,66 min | 2356     | 5716   | 10     |

### Radsport

#### Bahn
| Athleten                                                            | Wettbewerb            | Qualifikation | Qualifikation | Achtelfinale | Achtelfinale | Viertelfinale | Viertelfinale | Halbfinale   | Halbfinale | Finals        | Finals        | Rang          |
| Athleten                                                            | Wettbewerb            | Zeit          | Rang          | Zeit         | Rang         | Zeit          | Rang          | Zeit         | Rang       | Zeit          | Rang          | Rang          |
| ------------------------------------------------------------------- | --------------------- | ------------- | ------------- | ------------ | ------------ | ------------- | ------------- | ------------ | ---------- | ------------- | ------------- | ------------- |
| Frauen                                                              |                       |               |               |              |              |               |               |              |            |               |               |               |
| Victoria Pendleton                                                  | Sprint                | 10,724 s      | 1             | –            | –            | 11,226 s      | 1             | 11,481 s     | 1          | DNF           | 2             | Silber        |
| Victoria Pendleton                                                  | Keirin                | 11,120 s      | 1             | –            | –            | –             | –             | 11,093 s     | 1          | 10,965 s      | 1             | Gold          |
| Victoria Pendleton Jessica Varnish ?                                | Teamsprint            | 32,630 s      | 2             | –            | –            | –             | –             | DSQ          | DSQ        | ausgeschieden | ausgeschieden | ausgeschieden |
| Wendy Houvenaghel Danielle King Joanna Rowsell Laura Trott          | Mannschaftsverfolgung | 3:15,669 min  | 1             | –            | –            | –             | –             | 3:14,682 min | 1          | 3:14,051 min  | 1             | Gold          |
| Männer                                                              |                       |               |               |              |              |               |               |              |            |               |               |               |
| Jason Kenny                                                         | Sprint                | 9,715 s       | 1             | –            | –            | 10,433 s      | 1             | 10,159 s     | 1          | 10,232 s      | 1             | Gold          |
| Chris Hoy                                                           | Keirin                |               |               |              |              |               |               |              |            |               |               |               |
| Philip Hindes Chris Hoy Jason Kenny                                 | Teamsprint            | 43,065 s      | 1             | –            | –            | –             | –             | 42,747 s     | 1          | 42,600 s      | 1             | Gold          |
| Steven Burke Ed Clancy Peter Kennaugh Andrew Tennant Geraint Thomas | Mannschaftsverfolgung | 3:52,499 min  | 1             | –            | –            | –             | –             | 3:52,743 min | 1          | 3:51,659 min  | 1             | Gold          |

Mehrkampf
| Omnium Frauen |          |   |    |    |   |              |   |    |              |   |    |        |
| Laura Trott   | 14,057 s | 1 | 14 | 10 | 1 | 3:30,547 min | 2 | 3  | 35,110 s     | 1 | 18 | Gold   |
| Omnium Männer |          |   |    |    |   |              |   |    |              |   |    |        |
| Ed Clancy     | 12,556 s | 1 | 18 | 11 | 5 | 4:20,853 min | 2 | 10 | 1:00,981 min | 1 | 30 | Bronze |

#### Straße
| Athleten             | Wettbewerb       | Zeit         | Rang   |
| -------------------- | ---------------- | ------------ | ------ |
| Frauen               |                  |              |        |
| Elizabeth Armitstead | Straßenrennen    | 3:35:29 h    | Silber |
| Nicole Cooke         | Straßenrennen    | 3:36:01 h    | 31     |
| Lucy Martin          | Straßenrennen    | DNF          | –      |
| Emma Pooley          | Straßenrennen    | 3:37:26 h    | 40     |
| Elizabeth Armitstead | Einzelzeitfahren | 39:26,24 min | 10     |
| Emma Pooley          | Einzelzeitfahren | 38:37,70 min | 60     |
| Männer               |                  |              |        |
| Mark Cavendish       | Straßenrennen    | 5:46:37 h    | 29     |
| Chris Froome         | Straßenrennen    | 5:58:36 h    | 109    |
| David Millar         | Straßenrennen    | 5:55:24 h    | 108    |
| Ian Stannard         | Straßenrennen    | 5:46:47 h    | 94     |
| Bradley Wiggins      | Straßenrennen    | 5:47:14 h    | 103    |
| Chris Froome         | Einzelzeitfahren | 51:48,27 min | Bronze |
| Bradley Wiggins      | Einzelzeitfahren | 50:39,54 min | Gold   |

#### Mountainbike
| Athleten     | Wettbewerb    | Zeit      | Rang |
| ------------ | ------------- | --------- | ---- |
| Frauen       |               |           |      |
| Annie Last   | Cross-Country | 1:33:47 h | 8    |
| Männer       |               |           |      |
| Liam Killeen | Cross-Country | DNF       | DNF  |

#### BMX
| Athleten      | Wettbewerb | Qualifikation | Qualifikation | Viertelfinale | Viertelfinale | Halbfinale | Halbfinale | Finale       | Finale | Rang |
| Athleten      | Wettbewerb | Zeit          | Rang          | Zeit          | Rang          | Zeit       | Rang       | Zeit         | Rang   | Rang |
| ------------- | ---------- | ------------- | ------------- | ------------- | ------------- | ---------- | ---------- | ------------ | ------ | ---- |
| Frauen        |            |               |               |               |               |            |            |              |        |      |
| Shanaze Reade | Race       | 39,368 s      | 5             | –             | –             | 5          | 2          | 39,247 s     | 6      | 6    |
| Männer        |            |               |               |               |               |            |            |              |        |      |
| Liam Phillips | Race       | 38,719 s      | 12            | 6             | 2             | 9          | 3          | 2:11,918 min | 8      | 8    |

### Reiten

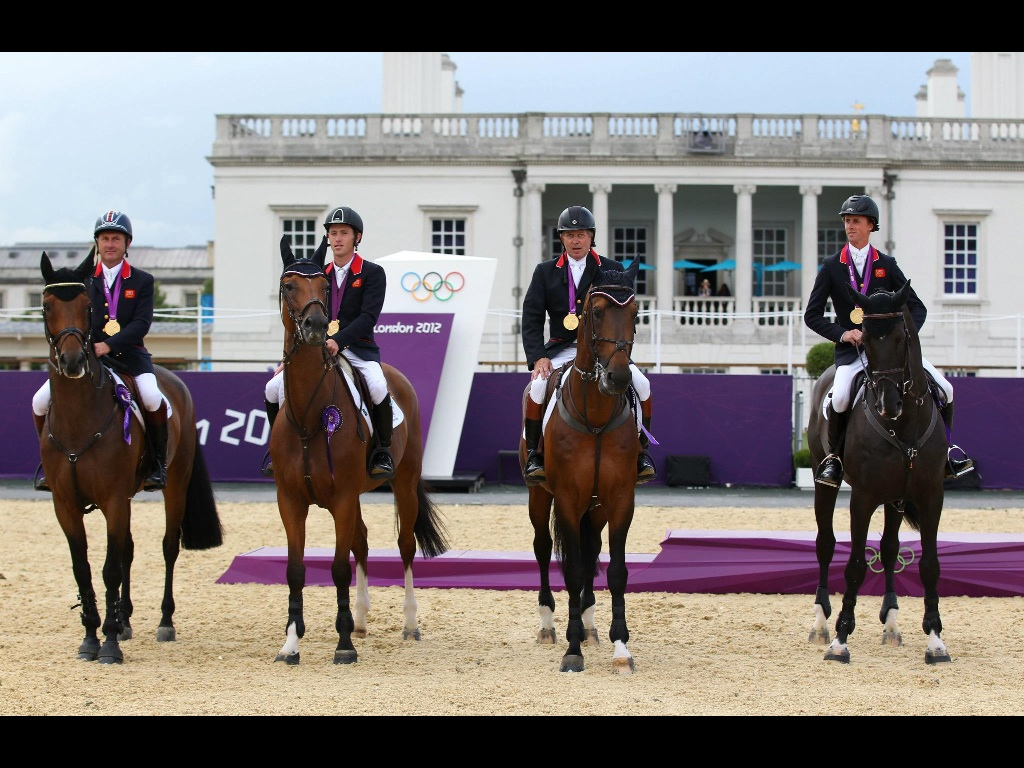
Die britische Springerequipe bei den Olympischen Sommerspielen 2012

| Dressur                                                              |            |               |               |
| Athleten                                                             | Wettbewerb | Prozent       | Rang          |
| Laura Bechtolsheimer                                                 | Einzel     | 84,339        | Bronze        |
| Charlotte Dujardin                                                   | Einzel     | 90,089        | Gold          |
| Carl Hester                                                          | Einzel     | 82,857        | 5             |
| Richard Davison                                                      | Einzel     | ausgeschieden | ausgeschieden |
| Laura Bechtolsheimer Charlotte Dujardin Carl Hester                  | Mannschaft | 79,979        | Gold          |
| Springreiten                                                         |            |               |               |
| Athleten                                                             | Wettbewerb | Fehlerpunkte  | Rang          |
| Nick Skelton                                                         | Einzel     | 4             | 5             |
| Ben Maher                                                            | Einzel     | 8             | 9             |
| Scott Brash                                                          | Einzel     | 4             | 5             |
| Peter Charles                                                        | Einzel     | ausgeschieden | ausgeschieden |
| Nick Skelton Ben Maher Scott Brash Peter Charles                     | Mannschaft | 0             | Gold          |
| Vielseitigkeit                                                       |            |               |               |
| Athleten                                                             | Wettbewerb | Minuspunkte   | Rang          |
| Kristina Cook                                                        | Einzel     | 51,00         | 6             |
| William Fox-Pitt                                                     | Einzel     | 53,30         | 15            |
| Nicola Wilson                                                        | Einzel     | 55,70         | 28            |
| Mary King                                                            | Einzel     | 50,10         | 5             |
| Zara Phillips                                                        | Einzel     | 53,10         | 8             |
| Kristina Cook William Fox-Pitt Nicola Wilson Mary King Zara Phillips | Mannschaft | 138,20        | Silber        |

### Ringen
| Athleten         | Wettbewerb       | 1. Runde | 1. Runde | Achtelfinale   | Achtelfinale | Viertelfinale | Viertelfinale | Halbfinale    | Halbfinale    | Hoffnungsrunde Viertelfinale | Hoffnungsrunde Viertelfinale | Hoffnungsrunde Halbfinale | Hoffnungsrunde Halbfinale | Hoffnungsrunde Finale | Hoffnungsrunde Finale | Finale        | Finale        | Rang |
| Athleten         | Wettbewerb       | Gegner   | Ergebnis | Gegner         | Ergebnis     | Gegner        | Ergebnis      | Gegner        | Ergebnis      | Gegner                       | Ergebnis                     | Gegner                    | Ergebnis                  | Gegner                | Ergebnis              | Gegner        | Ergebnis      | Rang |
| ---------------- | ---------------- | -------- | -------- | -------------- | ------------ | ------------- | ------------- | ------------- | ------------- | ---------------------------- | ---------------------------- | ------------------------- | ------------------------- | --------------------- | --------------------- | ------------- | ------------- | ---- |
| Freistil Frauen  |                  |          |          |                |              |               |               |               |               |                              |                              |                           |                           |                       |                       |               |               |      |
| Olga Butkewitsch | Klasse bis 55 kg | Freilos  | Freilos  | Lissette Antes | 1:3          | ausgeschieden | ausgeschieden | ausgeschieden | ausgeschieden | ausgeschieden                | ausgeschieden                | ausgeschieden             | ausgeschieden             | ausgeschieden         | ausgeschieden         | ausgeschieden | ausgeschieden | 11   |

### Rhythmische Sportgymnastik
| Athletinnen                                                                           | Wettbewerb           | Qualifikation | Qualifikation | Finale        | Finale        | Rang |
| Athletinnen                                                                           | Wettbewerb           | Punkte        | Rang          | Punkte        | Rang          | Rang |
| ------------------------------------------------------------------------------------- | -------------------- | ------------- | ------------- | ------------- | ------------- | ---- |
| Frauen                                                                                |                      |               |               |               |               |      |
| Francesca Jones                                                                       | Mehrkampf Einzel     | 94,625        | 24            | ausgeschieden | ausgeschieden | 24   |
| Georgina Cassar Jade Faulkner Francesca Fox Lynne Hutchison Louisa Pouli Rachel Smith | Mehrkampf Mannschaft | 48,000        | 12            | ausgeschieden | ausgeschieden | 12   |

### Rudern
| Athleten | Wettbewerb                  | Vorlauf     | Vorlauf | Hoffnungslauf | Hoffnungslauf | Viertelfinale | Viertelfinale | Halbfinale  | Halbfinale | Finale      | Finale | Rang   |
| Athleten | Wettbewerb                  | Zeit        | Rang    | Zeit          | Rang          | Zeit          | Rang          | Zeit        | Rang       | Zeit        | Rang   | Rang   |
| --- | --------------------------- | ----------- | ------- | ------------- | ------------- | ------------- | ------------- | ----------- | ---------- | ----------- | ------ | ------ |
| Frauen |                             |             |         |               |               |               |               |             |            |             |        |        |
| Helen Glover Heather Stanning | Zweier                      | 6:57 min    | 1       | –             | –             | –             | –             | –           | –          | 7:27,13 min | 1      | Gold   |
| Katherine Grainger Anna Watkins | Doppelzweier                | 6:44,33 min | 1       | –             | –             | –             | –             | –           | –          | 6:55,82 min | 1      | Gold   |
| Debbie Flood Frances Houghton Beth Rodford Melanie Wilson                                                                                  | Doppelvierer                | 6:20,71 min | 4       | 6:21,65 min   | 3             | –             | –             | –           | –          | 6:51,54 min | 6      | 6      |
| Jessica Eddie Catherine Greves Lindsey Maguire Natasha Page Louisa Reeve Victoria Thornley Annabel Vernon Olivia Whitlam Caroline O’Connor | Achter                      | 6:23,51 min | 3       | 6:21,58 min   | 4             | –             | –             | –           | –          | 6:18,77 min | 5      | 5      |
| Katherine Copeland Sophie Hosking | Leichtgewichts-Doppelzweier | 6:56,97 min | 1       | –             | –             | –             | –             | 7:05,90 min | 1          | 7:09,30 min | 1      | Gold   |
| Männer |                             |             |         |               |               |               |               |             |            |             |        |        |
| Alan Campbell | Einer                       | 6:47,62 min | 1       | –             | –             | 6:52,10 min   | 1             | 7:18,92 min | 2          | 7:90,28 min | 3      | Bronze |
| George Nash William Satch | Zweier                      | 6:16,58 min | 1       | –             | –             | –             | –             | 6:56,46 min | 1          | 6:21,77 min | 3      | Bronze |
| Bill Lucas Sam Townsend | Doppelzweier                | 6:11,94 min | 2       | –             | –             | –             | –             | 6:22,47 min | 3          | 6:46,56 min | 5      | 5      |
| Alex Gregory Tom James Peter Reed Andrew Triggs Hodge                                                                                      | Vierer                      | 5:50,27 min | 1       | –             | –             | –             | –             | 5:58,26 min | 1          | 6:93,97 min | 1      | Gold   |
| Charles Cousins Stephen Rowbotham Tom Solesbury Matthew Wells                                                                              | Doppelvierer                | 5:41,75 min | 2       | –             | –             | –             | –             | 6:05,32 min | 3          | 5:49,14 min | 5      | 5      |
| Richard Egington James Foad Matt Langridge Constantine Louloudis Alex Partridge Tom Ransley Mohamed Sbihi Gregory Searle Phelan Hill       | Achter                      | 5:27,61 min | 2       | 5:26,85 min   | 1             | –             | –             | –           | –          | 5:52,18 min | 3      | Bronze |
| Mark Hunter Zac Purchase | Leichtgewichts-Doppelzweier | 6:36,29 min | 1       | –             | –             | –             | –             | 6:36,62 min | 1          | 6:37,78 min | 2      | Silber |
| Chris Bartley Peter Chambers Richard Chambers Rob Williams                                                                                 | Leichtgewichts-Vierer       | 5:49,29 min | 1       | –             | –             | –             | –             | 5:59,68 min | 1          | 6:03,09 min | 2      | Silber |

### Schießen
| Athleten          | Wettbewerb                           | Qualifikation | Qualifikation | Finale | Finale | Ringe | Rang |
| Athleten          | Wettbewerb                           | Ringe         | Rang          | Ringe  | Rang   | Ringe | Rang |
| ----------------- | ------------------------------------ | ------------- | ------------- | ------ | ------ | ----- | ---- |
| Frauen            |                                      |               |               |        |        |       |      |
| Georgina Geikie   | Sportpistole 25 m                    | 562           | 37            | –      | –      | 562   | 37   |
| Georgina Geikie   | Luftpistole 10 m                     | 359           | 47            | –      | –      | 359   | 47   |
| Jennifer McIntosh | Luftgewehr 10 m                      | 392           | 36            | –      | –      | 392   | 36   |
| Jennifer McIntosh | Kleinkaliber Dreistellungskampf 50 m | 570           | 42            | –      | –      | 570   | 42   |
| Charlotte Kerwood | Trap                                 | 64            | 16            | –      | –      | 64    | 16   |
| Elena Allen       | Skeet                                | 60            | 14            | –      | –      | 60    | 14   |
| Männer            |                                      |               |               |        |        |       |      |
| James Huckle      | Luftgewehr 10 m                      | 593           | 24            | –      | –      | 593   | 24   |
| James Huckle      | Kleinkaliber Dreistellungskampf 50 m | 1162          | 25            | –      | –      | 1162  | 25   |
| James Huckle      | Kleinkaliber liegend 50 m            | 591           | 29            | –      | –      | 591   | 29   |
| Jonathan Hammond  | Kleinkaliber Dreistellungskampf 50 m | 1142          | 41            | –      | –      | 1142  | 41   |
| Jonathan Hammond  | Kleinkaliber liegend 50 m            | 593           | 17            | –      | –      | 593   | 17   |
| Edward Ling       | Trap                                 | 118           | 21            | –      | –      | 118   | 21   |
| Richard Faulds    | Doppeltrap                           | 133           | 12            | –      | –      | 133   | 12   |
| Peter Wilson      | Doppeltrap                           | 143           | 1             | 45     | 1      | 188   | Gold |
| Rory Warlow       | Skeet                                | 118           | 16            | –      | –      | 118   | 16   |
| Richard Brickell  | Skeet                                | 118           | 12            | –      | –      | 118   | 12   |

### Schwimmen
| Athleten                                                                                         | Wettbewerb                 | Vorlauf      | Vorlauf | Halbfinale    | Halbfinale    | Finale        | Finale        | Rang   |
| Athleten                                                                                         | Wettbewerb                 | Zeit         | Rang    | Zeit          | Rang          | Zeit          | Rang          | Rang   |
| ------------------------------------------------------------------------------------------------ | -------------------------- | ------------ | ------- | ------------- | ------------- | ------------- | ------------- | ------ |
| Frauen                                                                                           |                            |              |         |               |               |               |               |        |
| Francesca Halsall                                                                                | 50 m Freistil              | 24,61 s      | 3       | 24,63 s       | 5             | 24,47 s       | 5             | 5      |
| Amy Smith                                                                                        | 50 m Freistil              | 25,28 s      | 16      | 24,87 s       | 9             | ausgeschieden | ausgeschieden | 9      |
| Francesca Halsall                                                                                | 100 m Freistil             | 54,02 s      | 7       | 53,77 s       | 4             | 53,66 s       | 6             | 6      |
| Amy Smith                                                                                        | 100 m Freistil             | 54,02 s      | 13      | 54,28 s       | 14            | ausgeschieden | ausgeschieden | 14     |
| Rebecca Turner                                                                                   | 200 m Freistil             | 1:58,98 min  | 17      | ausgeschieden | ausgeschieden | ausgeschieden | ausgeschieden | 17     |
| Rebecca Adlington                                                                                | 400 m Freistil             | 4:05,75 min  | 8       | –             | –             | 4:03,01 min   | 3             | Bronze |
| Joanne Jackson                                                                                   | 400 m Freistil             | 4:11,50 min  | 21      | –             | –             | ausgeschieden | ausgeschieden | 21     |
| Rebecca Adlington                                                                                | 800 m Freistil             | 8:21,78 min  | 1       | –             | –             | 8:20,32 min   | 3             | Bronze |
| Eleanor Faulkner                                                                                 | 800 m Freistil             | 8:38,00 min  | 17      | –             | –             | ausgeschieden | ausgeschieden | 17     |
| Ellen Gandy                                                                                      | 100 m Schmetterling        | 58,25 s      | 9       | 57,66 s       | 6             | 57,76 s       | 8             | 8      |
| Francesca Halsall                                                                                | 100 m Schmetterling        | 58,23 s      | 8       | 58,52 s       | 14            | ausgeschieden | ausgeschieden | 14     |
| Ellen Gandy                                                                                      | 200 m Schmetterling        | 2:09,92 min  | 17      | ausgeschieden | ausgeschieden | ausgeschieden | ausgeschieden | 17     |
| Jemma Lowe                                                                                       | 200 Schmetterling          | 2:07,64 min  | 3       | 2:07,34 min   | 8             | 2:06,80 min   | 6             | 6      |
| Kate Haywood                                                                                     | 100 m Brust                | 1:09,22 min  | 28      | ausgeschieden | ausgeschieden | ausgeschieden | ausgeschieden | 28     |
| Siobhan-Marie O’Connor                                                                           | 100 m Brust                | 1:08,32 min  | 21      | ausgeschieden | ausgeschieden | ausgeschieden | ausgeschieden | 21     |
| Stacey Tadd                                                                                      | 200 m Brust                | 2:27,18 min  | 18      | ausgeschieden | ausgeschieden | ausgeschieden | ausgeschieden | 18     |
| Georgia Davies                                                                                   | 100 m Rücken               | 59,92 s      | 6       | 1:00,56 min   | 15            | ausgeschieden | ausgeschieden | 15     |
| Gemma Spofforth                                                                                  | 100 m Rücken               | 1:00,05 min  | 12      | 59,70 s       | 6             | 59,20 s       | 5             | 5      |
| Stephanie Proud                                                                                  | 200 m Rücken               | 2:10,01 min  | 12      | 2:09,04 min   | 9             | ausgeschieden | ausgeschieden | 9      |
| Elizabeth Simmonds                                                                               | 200 m Rücken               | 2:10,37 min  | 15      | 2:08,48 min   | 7             | 2:07,26 min   | 4             | 4      |
| Sophie Allen                                                                                     | 200 m Lagen                | 2:14,72 min  | 21      | ausgeschieden | ausgeschieden | ausgeschieden | ausgeschieden | 21     |
| Hannah Miley                                                                                     | 200 m Lagen                | 2:17,27 min  | 10      | 2:10,89 min   | 7             | 2:11,29 min   | 7             | 7      |
| Hannah Miley                                                                                     | 400 m Lagen                | 4:34,98 min  | 6       | –             | –             | 4:34,17 min   | 5             | 5      |
| Aimee Willmott                                                                                   | 400 m Lagen                | 4:38,87 min  | 11      | –             | –             | ausgeschieden | ausgeschieden | 11     |
| Francesca Halsall Joanne Jackson Jessica Lloyd Caitlin McClatchey Amy Smith Rebecca Turner       | 4 × 100-m-Freistil-Staffel | 3:38,21 min  | 7       | –             | –             | 3:37,02 min   | 5             | 5      |
| Rebecca Adlington Eleanor Faulkner Joanne Jackson Caitlin McClatchey Rebecca Turner              | 4 × 200-m-Freistil-Staffel | 7:54,31 min  | 7       | –             | –             | 7:52,37 min   | 5             | 5      |
| Sophie Allen Georgia Davies Jemma Lowe Elizabeth Simmonds Amy Smith Stacey Tadd                  | 4 × 100-m-Lagen-Staffel    | 3:59,37 min  | 6       | –             | –             | 3:59,46 min   | 8             | 8      |
| Keri-Anne Payne                                                                                  | 10 km Freiwasser           | –            | –       | –             | –             | 1:57:42,2 h   | 4             | 4      |
| Männer                                                                                           |                            |              |         |               |               |               |               |        |
| Adam Brown                                                                                       | 50 m Freistil              | 22,39 s      | 20      | ausgeschieden | ausgeschieden | ausgeschieden | ausgeschieden | 20     |
| Adam Brown                                                                                       | 100 m Freistil             | 49,20 s      | 20      | ausgeschieden | ausgeschieden | ausgeschieden | ausgeschieden | 20     |
| Robert Renwick                                                                                   | 200 m Freistil             | 1:46,86 min  | 6       | 1:46,65 min   | 6             | 1:46,53 min   | 6             | 6      |
| Ieuan Lloyd                                                                                      | 200 m Freistil             | 1:48,52 min  | 19      | ausgeschieden | ausgeschieden | ausgeschieden | ausgeschieden | 19     |
| David Carry                                                                                      | 400 m Freistil             | 3:47,25 min  | 7       | –             | –             | 3:48,62 min   | 7             | 7      |
| Robert Renwick                                                                                   | 400 m Freistil             | 3:47,25 min  | 10      | –             | –             | ausgeschieden | ausgeschieden | 10     |
| David Davies                                                                                     | 1500 m Freistil            | 15:14,77 min | 16      | –             | –             | ausgeschieden | ausgeschieden | 16     |
| Daniel Fogg                                                                                      | 1500 m Freistil            | 14:56,12 min | 5       | –             | –             | 15:00,76 min  | 8             | 8      |
| Michael Rock                                                                                     | 100 m Schmetterling        | 52,56 s      | 23      | ausgeschieden | ausgeschieden | ausgeschieden | ausgeschieden | 23     |
| Antony James                                                                                     | 100 m Schmetterling        | 53,25 s      | 31      | ausgeschieden | ausgeschieden | ausgeschieden | ausgeschieden | 31     |
| Roberto Pavoni                                                                                   | 200 m Schmetterling        | 1:57,55 min  | 20      | ausgeschieden | ausgeschieden | ausgeschieden | ausgeschieden | 20     |
| Joseph Roebuck                                                                                   | 200 Schmetterling          | 1:56,99 min  | 17      | ausgeschieden | ausgeschieden | ausgeschieden | ausgeschieden | 17     |
| Craig Benson                                                                                     | 100 m Brust                | 1:00,04 min  | 13      | 1:00,13 min   | 14            | ausgeschieden | ausgeschieden | 14     |
| Michael Jamieson                                                                                 | 100 m Brust                | 59,89 s      | 9       | 59,89 s       | 9             | ausgeschieden | ausgeschieden | 9      |
| Michael Jamieson                                                                                 | 200 m Brust                | 2:08,98 min  | 2       | 2:08,20 min   | 1             | 2:07,43 min   | 2             | Silber |
| Marco Loughran                                                                                   | 200 m Brust                | 1:58,72 min  | 18      | ausgeschieden | ausgeschieden | ausgeschieden | ausgeschieden | 18     |
| Andrew Willis                                                                                    | 200 m Brust                | 2:09,33 min  | 3       | 2:08,47 min   | 3             | 2:09,44 min   | 8             | 8      |
| Liam Tancock                                                                                     | 100 m Rücken               | 53,86 s      | 8       | 53,25 s       | 3             | 53,35 s       | 5             | 5      |
| Christopher Walker-Hebborn                                                                       | 100 m Rücken               | 54,78 s      | 20      | ausgeschieden | ausgeschieden | ausgeschieden | ausgeschieden | 20     |
| Christopher Walker-Hebborn                                                                       | 200 m Rücken               | 1:59,00 min  | 22      | ausgeschieden | ausgeschieden | ausgeschieden | ausgeschieden | 22     |
| James Goddard                                                                                    | 200 m Lagen                | 1:58,56 min  | 6       | 1:58,49 min   | 7             | 1:59,05 min   | 7             | 7      |
| Joseph Roebuck                                                                                   | 200 m Lagen                | 2:00,04 min  | 15      | 1:59,57 min   | 11            | ausgeschieden | ausgeschieden | 11     |
| Roberto Pavoni                                                                                   | 400 m Lagen                | 4:15,56 min  | 13      | –             | –             | ausgeschieden | ausgeschieden | 13     |
| Joseph Roebuck                                                                                   | 400 m Lagen                | 4:20,24 min  | 24      | –             | –             | ausgeschieden | ausgeschieden | 24     |
| Adam Brown Simon Burnett James Disney-May Craig Gibbons Robert Renwick Grant Turner              | 4 × 100-m-Freistil-Staffel | 3:17,08 min  | 12      | –             | –             | ausgeschieden | ausgeschieden | 12     |
| Robert Bale David Carry Ross Davenport David Davies Ieuan Lloyd Robert Renwick                   | 4 × 200-m-Freistil-Staffel | 7:10,70 min  | 3       | –             | –             | 7:09,33 min   | 6             | 6      |
| Antony James Michael Jamieson Michael Rock Grant Turner Christopher Walker-Hebborn Andrew Willis | 4 × 100-m-Lagen-Staffel    | 3:33,44 min  | 2       | –             | –             | 3:32,32 min   | 4             | 4      |
| Daniel Fogg                                                                                      | 10 km Freiwasser           | –            | –       | –             | –             | 1:50:37,3 h   | 5             | 5      |

### Segeln
Fleet Race
| Athleten                     | Wettbewerb      | Qualifikation | Qualifikation | Medal Race | Medal Race | Punkte | Rang   |
| Athleten                     | Wettbewerb      | Punkte        | Rang          | Punkte     | Rang       | Punkte | Rang   |
| ---------------------------- | --------------- | ------------- | ------------- | ---------- | ---------- | ------ | ------ |
| Frauen                       |                 |               |               |            |            |        |        |
| Bryony Shaw                  | Windsurfen RS:X | 49            | 7             | 10         | 7          | 59     | 7      |
| Alison Young                 | Laser Radial    | 52            | 5             | 8          | 5          | 60     | 5      |
| Hannah Mills Saskia Clark    | 470er           | 33            | 1             | 18         | 2          | 51     | Silber |
| Männer                       |                 |               |               |            |            |        |        |
| Nick Dempsey                 | Windsurfen RS:X | 35            | 2             | 6          | 2          | 41     | Silber |
| Paul Goodison                | Laser           | 87            | 6             | 6          | 7          | 93     | 7      |
| Luke Patience Stuart Bithell | 470er           | 22            | 2             | 8          | 2          | 30     | Silber |
| Ben Ainslie                  | Finn Dinghy     | 28            | 2             | 18         | 1          | 46     | Gold   |
| Stevie Morrison Ben Rhodes   | 49er            | 114           | 5             | 10         | 5          | 124    | 5      |
| Iain Percy Andrew Simpson    | Starboot        | 18            | 1             | 16         | 2          | 34     | Silber |

Match Race
| Athletinnen                              | Wettbewerb  | Round Robin | Round Robin | Viertelfinale | Viertelfinale | Halbfinale    | Halbfinale    | Finale        | Finale        | Rang |
| Athletinnen                              | Wettbewerb  | Bilanz      | Rang        | Gegner        | Ergebnis      | Gegner        | Ergebnis      | Gegner        | Ergebnis      | Rang |
| ---------------------------------------- | ----------- | ----------- | ----------- | ------------- | ------------- | ------------- | ------------- | ------------- | ------------- | ---- |
| Frauen                                   |             |             |             |               |               |               |               |               |               |      |
| Annie Lush Lucy MacGregor Kate MacGregor | Elliott 6 m | 5:6         | 7           | Russland      | 2:3           | ausgeschieden | ausgeschieden | ausgeschieden | ausgeschieden | 7    |

### Synchronschwimmen
| Athletinnen | Wettbewerb | Qualifikation     | Qualifikation     | Qualifikation  | Qualifikation  | Qualifikation | Qualifikation | Finale         | Finale         | Finale           | Finale           |
| Athletinnen | Wettbewerb | Technische Kür TK | Technische Kür TK | Freie Kür FK-Q | Freie Kür FK-Q | Gesamt        | Gesamt        | Freie Kür FK-F | Freie Kür FK-F | Gesamt TK + FK-F | Gesamt TK + FK-F |
| Athletinnen | Wettbewerb | Punkte            | Rang              | Punkte         | Rang           | Punkte        | Rang          | Punkte         | Rang           | Punkte           | Rang             |
| --- | ---------- | ----------------- | ----------------- | -------------- | -------------- | ------------- | ------------- | -------------- | -------------- | ---------------- | ---------------- |
| Frauen |            |                   |                   |                |                |               |               |                |                |                  |                  |
| Olivia Federici Jenna Randall | Duett      | 88,100            | 9                 | 88,790         | 9              | 176,890       | 9             | 89,170         | 9              | 177,270          | 9                |
| Yvette Baker (Qualifikation) Katie Clark Katrina Dawkins Olivia Federici Jennifer Knobbs Victoria Lucass (Finale) Asha Randall Jenna Randall Katherine Skelton | Gruppe     | 87,300            | 6                 | -              | -              | -             | -             | 88,140         | 6              | 175,440          | 6                |

### Taekwondo
| Athleten        | Wettbewerb       | Achtelfinale     | Achtelfinale | Viertelfinale  | Viertelfinale | Halbfinale     | Halbfinale    | Hoffnungsrunde Halbfinale | Hoffnungsrunde Halbfinale | Hoffnungsrunde Finale | Hoffnungsrunde Finale | Finale        | Finale        | Rang   |
| Athleten        | Wettbewerb       | Gegner           | Ergebnis     | Gegner         | Ergebnis      | Gegner         | Ergebnis      | Gegner                    | Ergebnis                  | Gegner                | Ergebnis              | Gegner        | Ergebnis      | Rang   |
| --------------- | ---------------- | ---------------- | ------------ | -------------- | ------------- | -------------- | ------------- | ------------------------- | ------------------------- | --------------------- | --------------------- | ------------- | ------------- | ------ |
| Frauen          |                  |                  |              |                |               |                |               |                           |                           |                       |                       |               |               |        |
| Jade Jones      | Klasse bis 57 kg | Dragana Gladović | 15:1         | Mayu Hamada    | 13:3          | Tseng Li-cheng | 10:6          | –                         | –                         | –                     | –                     | Hou Yuzhuo    | 6:4           | Gold   |
| Sarah Stevenson | Klasse bis 67 kg | Paige McPherson  | 1:5          | ausgeschieden  | ausgeschieden | ausgeschieden  | ausgeschieden | ausgeschieden             | ausgeschieden             | ausgeschieden         | ausgeschieden         | ausgeschieden | ausgeschieden | 9      |
| Männer          |                  |                  |              |                |               |                |               |                           |                           |                       |                       |               |               |        |
| Martin Stamper  | Klasse bis 68 kg | Erick Osornio    | 5:2          | Damir Fejzić   | 8:3           | Servet Tazegül | 6:9           | –                         | –                         | Rohullah Nikpai       | 3:5                   | ausgeschieden | ausgeschieden | 5      |
| Lutalo Muhammad | Klasse bis 80 kg | Farchod Negmatow | 7:1          | Nicolás García | 3:7           | ausgeschieden  | ausgeschieden | Youssef Karami            | 11:7                      | Arman Jeremjan        | 9:3                   | ausgeschieden | ausgeschieden | Bronze |

### Tennis
| Athleten                       | Wettbewerb | 1. Runde                         | 1. Runde          | 2. Runde          | 2. Runde      | Achtelfinale     | Achtelfinale  | Viertelfinale                  | Viertelfinale    | Halbfinale                     | Halbfinale        | Finale                        | Finale                  |
| Athleten                       | Wettbewerb | Gegner                           | Ergebnis          | Gegner            | Ergebnis      | Gegner           | Ergebnis      | Gegner                         | Ergebnis         | Gegner                         | Ergebnis          | Gegner                        | Ergebnis                |
| ------------------------------ | ---------- | -------------------------------- | ----------------- | ----------------- | ------------- | ---------------- | ------------- | ------------------------------ | ---------------- | ------------------------------ | ----------------- | ----------------------------- | ----------------------- |
| Frauen                         |            |                                  |                   |                   |               |                  |               |                                |                  |                                |                   |                               |                         |
| Elena Baltacha                 | Einzel     | Ágnes Szávay                     | 6:3, 6:3          | Ana Ivanović      | 4:6, 6:75     | ausgeschieden    | ausgeschieden | ausgeschieden                  | ausgeschieden    | ausgeschieden                  | ausgeschieden     | ausgeschieden                 | ausgeschieden           |
| Anne Keothavong                | Einzel     | Caroline Wozniacki               | 6:4, 3:6, 2:6     | ausgeschieden     | ausgeschieden | ausgeschieden    | ausgeschieden | ausgeschieden                  | ausgeschieden    | ausgeschieden                  | ausgeschieden     | ausgeschieden                 | ausgeschieden           |
| Heather Watson                 | Einzel     | Sílvia Soler Espinosa            | 6:2, 6:2          | Marija Kirilenko  | 3:6, 2:6      | ausgeschieden    | ausgeschieden | ausgeschieden                  | ausgeschieden    | ausgeschieden                  | ausgeschieden     | ausgeschieden                 | ausgeschieden           |
| Laura Robson                   | Einzel     | Lucie Šafářová                   | 7:64, 6:4         | Marija Scharapowa | 6:75, 3:6     | ausgeschieden    | ausgeschieden | ausgeschieden                  | ausgeschieden    | ausgeschieden                  | ausgeschieden     | ausgeschieden                 | ausgeschieden           |
| Elena Baltacha Anne Keothavong | Doppel     | Anna-Lena Grönefeld Julia Görges | 3:6, 1:6          | –                 | –             | ausgeschieden    | ausgeschieden | ausgeschieden                  | ausgeschieden    | ausgeschieden                  | ausgeschieden     | ausgeschieden                 | ausgeschieden           |
| Laura Robson Heather Watson    | Doppel     | Angelique Kerber Sabine Lisicki  | 6:1, 4:6, 3:6     | –                 | –             | ausgeschieden    | ausgeschieden | ausgeschieden                  | ausgeschieden    | ausgeschieden                  | ausgeschieden     | ausgeschieden                 | ausgeschieden           |
| Männer                         |            |                                  |                   |                   |               |                  |               |                                |                  |                                |                   |                               |                         |
| Andy Murray                    | Einzel     | Stanislas Wawrinka               | 6:3, 6:3          | Jarkko Nieminen   | 6:2, 6:4      | Marcos Baghdatis | 4:6, 6:1, 6:4 | Nicolás Almagro                | 6:4, 6:1         | Novak Đoković                  | 7:5, 7:5          | Roger Federer                 | 6:1, 6:2, 6:4 Gold      |
| Andy Murray Jamie Murray       | Doppel     | Jürgen Melzer Alexander Peya     | 7:5, 6:76, 5:7    | –                 | –             | ausgeschieden    | ausgeschieden | ausgeschieden                  | ausgeschieden    | ausgeschieden                  | ausgeschieden     | ausgeschieden                 | ausgeschieden           |
| Colin Fleming Ross Hutchins    | Doppel     | Julien Benneteau Richard Gasquet | 5:7, 3:6          | –                 | –             | ausgeschieden    | ausgeschieden | ausgeschieden                  | ausgeschieden    | ausgeschieden                  | ausgeschieden     | ausgeschieden                 | ausgeschieden           |
| Mixed                          |            |                                  |                   |                   |               |                  |               |                                |                  |                                |                   |                               |                         |
| Laura Robson Andy Murray       | Doppel     | Lucie Hradecká Radek Štěpánek    | 7:5, 6:77, [10:7] | –                 | –             | –                | –             | Samantha Stosur Lleyton Hewitt | 6:3, 3:6, [10:8] | Sabine Lisicki Christopher Kas | 6:1, 6:77, [10:7] | Wiktoryja Asaranka Maks Mirny | 6:2, 3:6, [7:10] Silber |

### Tischtennis
| Athleten                                      | Wettbewerb | 1. Runde  | 1. Runde | 2. Runde          | 2. Runde | 3. Runde            | 3. Runde | 4. Runde           | 4. Runde      | Viertelfinale | Viertelfinale | Halbfinale    | Halbfinale    | Finale        | Finale        |
| Athleten                                      | Wettbewerb | Gegner    | Ergebnis | Gegner            | Ergebnis | Gegner              | Ergebnis | Gegner             | Ergebnis      | Gegner        | Ergebnis      | Gegner        | Ergebnis      | Gegner        | Ergebnis      |
| --------------------------------------------- | ---------- | --------- | -------- | ----------------- | -------- | ------------------- | -------- | ------------------ | ------------- | ------------- | ------------- | ------------- | ------------- | ------------- | ------------- |
| Frauen                                        |            |           |          |                   |          |                     |          |                    |               |               |               |               |               |               |               |
| Joanna Parker                                 | Einzel     | Freilos   | Freilos  | Caroline Kumahara | 4:0      | Kristin Silbereisen | 1:4      | ausgeschieden      | ausgeschieden | ausgeschieden | ausgeschieden | ausgeschieden | ausgeschieden | ausgeschieden | ausgeschieden |
| Kelly Sibley Joanna Parker Na Liu             | Mannschaft | Nordkorea | 0:3      | –                 | –        | –                   | –        | –                  | –             | ausgeschieden | ausgeschieden | ausgeschieden | ausgeschieden | ausgeschieden | ausgeschieden |
| Männer                                        |            |           |          |                   |          |                     |          |                    |               |               |               |               |               |               |               |
| Paul Drinkhall                                | Einzel     | Freilos   | Freilos  | Ibrahem al-Hasan  | 4:0      | Yang Zi             | 4:1      | Dimitrij Ovtcharov | 0:4           | ausgeschieden | ausgeschieden | ausgeschieden | ausgeschieden | ausgeschieden | ausgeschieden |
| Paul Drinkhall Liam Pitchford Andrew Baggaley | Mannschaft | Portugal  | 0:3      | –                 | –        | –                   | –        | –                  | –             | ausgeschieden | ausgeschieden | ausgeschieden | ausgeschieden | ausgeschieden | ausgeschieden |

### Trampolinturnen
| Athleten           | Wettbewerb | Qualifikation | Qualifikation | Finale        | Finale        | Rang |
| Athleten           | Wettbewerb | Punkte        | Rang          | Punkte        | Rang          | Rang |
| ------------------ | ---------- | ------------- | ------------- | ------------- | ------------- | ---- |
| Frauen             |            |               |               |               |               |      |
| Katherine Driscoll | Einzel     | 100,985       | 9             | ausgeschieden | ausgeschieden | 9    |

### Triathlon
| Athleten          | Wettbewerb | Zeit      | Rang   |
| ----------------- | ---------- | --------- | ------ |
| Frauen            |            |           |        |
| Lucy Hall         | Einzel     | 2:04:38 h | 33     |
| Vicky Holland     | Einzel     | 2:02:55 h | 26     |
| Helen Jenkins     | Einzel     | 2:00:19 h | 5      |
| Männer            |            |           |        |
| Alistair Brownlee | Einzel     | 1:46:25 h | Gold   |
| Jonathan Brownlee | Einzel     | 1:46:56 h | Bronze |
| Stuart Hayes      | Einzel     | 1:51:04 h | 37     |

### Turnen
| Athleten                                                                 | Wettbewerb           | Qualifikation | Qualifikation | Finale        | Finale        | Rang          |
| Athleten                                                                 | Wettbewerb           | Punkte        | Rang          | Punkte        | Rang          | Rang          |
| ------------------------------------------------------------------------ | -------------------- | ------------- | ------------- | ------------- | ------------- | ------------- |
| Frauen                                                                   |                      |               |               |               |               |               |
| Rebecca Tunney                                                           | Sprung               | 14,400        | 29            | ausgeschieden | ausgeschieden | ausgeschieden |
| Hannah Whelan                                                            | Sprung               | 14,500        | 26            | ausgeschieden | ausgeschieden | ausgeschieden |
| Jennifer Pinches                                                         | Sprung               | 14,366        | 30            | ausgeschieden | ausgeschieden | ausgeschieden |
| Elisabeth Tweedle                                                        | Stufenbarren         | 16,133        | 1             | 15,916        | 3             | Bronze        |
| Rebecca Tunney                                                           | Stufenbarren         | 14,825        | 13            | ausgeschieden | ausgeschieden | ausgeschieden |
| Hannah Whelan                                                            | Stufenbarren         | 14,200        | 22            | ausgeschieden | ausgeschieden | ausgeschieden |
| Jennifer Pinches                                                         | Stufenbarren         | 13,700        | 36            | ausgeschieden | ausgeschieden | ausgeschieden |
| Imogen Cairns                                                            | Schwebebalken        | 13,366        | 37            | ausgeschieden | ausgeschieden | ausgeschieden |
| Rebecca Tunney                                                           | Schwebebalken        | 13,166        | 39            | ausgeschieden | ausgeschieden | ausgeschieden |
| Jennifer Pinches                                                         | Schwebebalken        | 13,100        | 41            | ausgeschieden | ausgeschieden | ausgeschieden |
| Hannah Whelan                                                            | Schwebebalken        | 13,066        | 43            | ausgeschieden | ausgeschieden | ausgeschieden |
| Elisabeth Tweedle                                                        | Boden                | 14,433        | 9             | ausgeschieden | ausgeschieden | ausgeschieden |
| Jennifer Pinches                                                         | Boden                | 14,100        | 19            | ausgeschieden | ausgeschieden | ausgeschieden |
| Rebecca Tunney                                                           | Boden                | 14,000        | 23            | ausgeschieden | ausgeschieden | ausgeschieden |
| Hannah Whelan                                                            | Boden                | 13,933        | 25            | ausgeschieden | ausgeschieden | ausgeschieden |
| Jennifer Pinches                                                         | Mehrkampf Einzel     | 55,266        | 21            | ausgeschieden | ausgeschieden | ausgeschieden |
| Rebecca Tunney                                                           | Mehrkampf Einzel     | 56,391        | 15            | 56,932        | 13            | 13            |
| Hannah Whelan                                                            | Mehrkampf Einzel     | 55,699        | 17            | 41,999        | 24            | 24            |
| Imogen Cairns Jennifer Pinches Rebecca Tunney Beth Tweddle Hannah Whelan | Mehrkampf Mannschaft | 170,656       | 5             | 170,495       | 6             | 6             |
| Männer                                                                   |                      |               |               |               |               |               |
| Kristian Thomas                                                          | Boden                | 15,366        | 11            | ausgeschieden | ausgeschieden | ausgeschieden |
| Max Whitlock                                                             | Boden                | 15,266        | 14            | ausgeschieden | ausgeschieden | ausgeschieden |
| Daniel Purvis                                                            | Boden                | 15,200        | 15            | ausgeschieden | ausgeschieden | ausgeschieden |
| Sam Oldham                                                               | Boden                | 14,700        | 28            | ausgeschieden | ausgeschieden | ausgeschieden |
| Louis Smith                                                              | Pauschenpferd        | 15,800        | 1             | 16,066        | 2             | Silber        |
| Max Whitlock                                                             | Pauschenpferd        | 14,900        | 8             | 15,600        | 3             | Bronze        |
| Kristian Thomas                                                          | Pauschenpferd        | 14,133        | 25            | ausgeschieden | ausgeschieden | ausgeschieden |
| Daniel Purvis                                                            | Pauschenpferd        | 13,400        | 45            | ausgeschieden | ausgeschieden | ausgeschieden |
| Daniel Purvis                                                            | Ringe                | 15,033        | 16            | ausgeschieden | ausgeschieden | ausgeschieden |
| Sam Oldham                                                               | Ringe                | 14,600        | 31            | ausgeschieden | ausgeschieden | ausgeschieden |
| Kristian Thomas                                                          | Ringe                | 14,566        | 35            | ausgeschieden | ausgeschieden | ausgeschieden |
| Kristian Thomas                                                          | Sprung               | 15,983        | 5             | 15,533        | 8             | 8             |
| Daniel Purvis                                                            | Sprung               | 16,100        | 12            | ausgeschieden | ausgeschieden | ausgeschieden |
| Daniel Purvis                                                            | Barren               | 13,733        | 30            | ausgeschieden | ausgeschieden | ausgeschieden |
| Sam Oldham                                                               | Barren               | 14,666        | 35            | ausgeschieden | ausgeschieden | ausgeschieden |
| Kristian Thomas                                                          | Barren               | 14,625        | 37            | ausgeschieden | ausgeschieden | ausgeschieden |
| Max Whitlock                                                             | Barren               | 13,900        | 54            | ausgeschieden | ausgeschieden | ausgeschieden |
| Daniel Purvis                                                            | Reck                 | 14,733        | 23            | ausgeschieden | ausgeschieden | ausgeschieden |
| Kristian Thomas                                                          | Reck                 | 15,366        | 9             | ausgeschieden | ausgeschieden | ausgeschieden |
| Sam Oldham                                                               | Reck                 | 15,100        | 11            | ausgeschieden | ausgeschieden | ausgeschieden |
| Louis Smith                                                              | Reck                 | 13,033        | 64            | ausgeschieden | ausgeschieden | ausgeschieden |
| Daniel Purvis                                                            | Mehrkampf Einzel     | 89,199        | 10            | 88,332        | 13            | 13            |
| Kristian Thomas                                                          | Mehrkampf Einzel     | 90,256        | 5             | 89,406        | 7             | 7             |
| Sam Oldham Daniel Purvis Louis Smith Kristian Thomas Max Whitlock        | Mehrkampf Mannschaft | 272,595       | 3             | 271,711       | 3             | Bronze        |

### Volleyball
| Wettbewerb    | Frauen | Männer |
| ------------- | --- | --- |
| Athleten      | Lynne Beattie Maria Bertelli Rachel Bragg Grace Carter Rachel Laybourne Savannah Leaf Ciara Michel Joanne Morgan Lizzie Reid Janine Sandell Jennifer Taylor Lucy Wicks | Dami Bakare Peter Bakare Nathan French Jason Haldane Daniel Hunter Chris Lamont Mark McGivern Joel Miller Keiran O’Malley Andrew Pink Ben Pipes Mark Plotyczer |
| Trainer       | | |
| Gruppenphase  | Russland (0:3) Algerien (3:2) Italien (0:3) Dominikanische Republik (0:3) Japan (0:3)                                                                                  | Bulgarien (0:3) Australien (0:3) Italien (0:3) Polen (0:3) Argentinien (0:3)                                                                                   |
| Viertelfinale | ausgeschieden | ausgeschieden |
| Halbfinale    | ausgeschieden | ausgeschieden |
| Finale        | ausgeschieden | ausgeschieden |

### Wasserball
| Wettbewerb         | Frauen | Männer |
| ------------------ | --- | --- |
| Athleten           | Francesca Clayton Ciara Gibson-Byrne Lisa Gibson Rebecca Kershaw Frances Leighton Fiona McCann Rosemary Morris Hazel Musgrove Robyn Nicholls Francesca Painter-Snell Alexandra Rutlidge Chloe Wilcox Angela Winstanley-Smith | Craig Figes Matt Holland Ciaran James Sean King Joseph O’Regan Robert Parker Alexander Parsonage Glen Robinson Sean Ryder Adam Scholefield Edward Scott Jake Vincent Jack Waller |
| Trainer            | | |
| Gruppenphase       | Russland (6:7) Australien (3:16) Italien (5:10) | Rumänien (4:13) Serbien (7:21) USA (7:13) Ungarn (6:17) Montenegro (4:13) |
| Viertelfinale      | Spanien (7:9) | ausgeschieden |
| Platzierungsspiele | Russland (9:11) Spiel um Platz 7: Italien (7:11) | ausgeschieden |
| Halbfinale         | ausgeschieden | ausgeschieden |
| Finale             | ausgeschieden | ausgeschieden |
| Platzierung        | 8 | 12 |

### Wasserspringen
| Athleten                              | Wettbewerb            | Vorkampf | Vorkampf | Halbfinale    | Halbfinale    | Finale        | Finale        | Rang   |
| Athleten                              | Wettbewerb            | Punkte   | Rang     | Punkte        | Rang          | Punkte        | Rang          | Rang   |
| ------------------------------------- | --------------------- | -------- | -------- | ------------- | ------------- | ------------- | ------------- | ------ |
| Frauen                                |                       |          |          |               |               |               |               |        |
| Rebecca Gallantree                    | Kunstspringen 3 m     | 299,25   | 16       | 267,10        | 18            | ausgeschieden | ausgeschieden | 18     |
| Hannah Starling                       | Kunstspringen 3 m     | 298,25   | 17       | 313,95        | 13            | ausgeschieden | ausgeschieden | 13     |
| Monique Gladding                      | Turmspringen 10 m     | 301,45   | 19       | ausgeschieden | ausgeschieden | ausgeschieden | ausgeschieden | 19     |
| Stacie Powell                         | Turmspringen 10 m     | 287,30   | 20       | ausgeschieden | ausgeschieden | ausgeschieden | ausgeschieden | 20     |
| Alicia Blagg Rebecca Gallantree       | Synchronspringen 3 m  | –        | –        | –             | –             | 285,60        | 7             | 7      |
| Sarah Barrow Tonia Couch              | Synchronspringen 10 m | –        | –        | –             | –             | 321,72        | 5             | 5      |
| Männer                                |                       |          |          |               |               |               |               |        |
| Jack Laugher                          | Kunstspringen 3 m     | 330,00   | 27       | ausgeschieden | ausgeschieden | ausgeschieden | ausgeschieden | 27     |
| Christopher Mears                     | Kunstspringen 3 m     | 436,05   | 18       | 461,00        | 9             | 439,75        | 9             | 9      |
| Tom Daley                             | Turmspringen 10 m     | 448,45   | 15       | 521,10        | 4             | 556,95        | 3             | Bronze |
| Peter Waterfield                      | Turmspringen 10 m     | 412,45   | 23       | ausgeschieden | ausgeschieden | ausgeschieden | ausgeschieden | 23     |
| Christopher Mears Nick Robinson-Baker | Synchronspringen 3 m  | –        | –        | –             | –             | 432,60        | 5             | 5      |
| Tom Daley Peter Waterfield            | Synchronspringen 10 m | –        | –        | –             | –             | 454,65        | 4             | 4      |